# Skócia történelme
Skócia írott történelme a rómaiak 1. századbeli érkezésével kezdődött. Britannia provincia legészakibb határán épült a 2. század közepén Antoninus fala, az északibb területet nevezték Caledoniának, ahol a kaledónok, piktek és más törzsek éltek. A rómaiak ezt a határt csak rövid ideig tudták tartani a barbárok támadásai miatt, és már a 2. században  visszahúzódtak Hadrianus fala mögé.  Miután az 5. században a rómaiak kivonultak Britanniából a latinul scotusoknak nevezett gaelek betelepedtek a mai Nyugat-Skóciába és Walesbe.
A 6. században Nyugat-Skóciában megalakult Dál Riata gael állama, míg keleten a piktek alapítottak királyságokat. A következő században ír misszionáriusok megtérítették a pogány pikteket és gaeleket. A 9. században a viking fenyegetés hatására a piktek és gaelek félretették korábbi ellenségeskedéseiket és a Skót Királyságban egyesültek. Az első uralkodói dinasztiára, az Alpin-házra jellemző volt a gyakori örökösödési vita és trónviszály. Utolsó képviselőjük, II. Malcolm a 11. század elején halt meg. Mivel fiúutóda nem volt, a trónt lányának fia örökölte, a Dunkeld-ház első képviselője. Az utolsó Dunkeld király, III. Sándor 1286-ban halt meg. Gyerekkorú unokája, Margit négy évvel később vesztette életét. I. Eduárd angol király kihasználta szomszédja belső válságát és megszállta az országot. Több függetlenségi háború után, melyek során a Balliol és Bruce-házak váltották egymást az ország élén, Skócia a 14. században visszanyerte önállóságát. A század végén II. Dáviddal kihalt a Bruce-ház és II. Róberttel a következő három évszázadra a Stuartok vették át az ország irányítását. VI. Jakab 1603-ban megörökölte Anglia koronáját is, perszonálunióban egyesítve a két országot. A szövetség 1707-ben tényleges politikai unióvá szilárdult, megalakítva ezzel Nagy-Britannia királyságát. Az utolsó Stuart-uralkodó, Anna 1714-ben halt meg; őt a Hannover, majd a Szász-Coburg-Gotha (később Windsor) házak képviselői követték.
A skót felvilágosodásnak és az ipari forradalomnak köszönhetően Skócia szegény agrárországból a 19. század elejére urbanizált, pezsgő intellektuális és gazdasági élettel rendelkező állammá (vagy országrésszé) vált. Elsősorban a nehéziparra és a hajóépítésre szakosodott, emiatt az első világháborút követően több évtizedig gazdasági nehézségekkel kellett szembenéznie. Az 1970-es években megkezdődött az Északi-tenger olajmezőinek kiaknázása és a pénzügyi szolgáltatói tevékenységre való átállás, így Skócia gazdasága ma ismét reneszánszát éli. Az 1950-es évek óta megerősödött a függetlenségpárti mozgalom, de a 2014-es népszavazás az Egyesült Királyságban maradni kívánók győzelmével zárult.

## Őstörténet

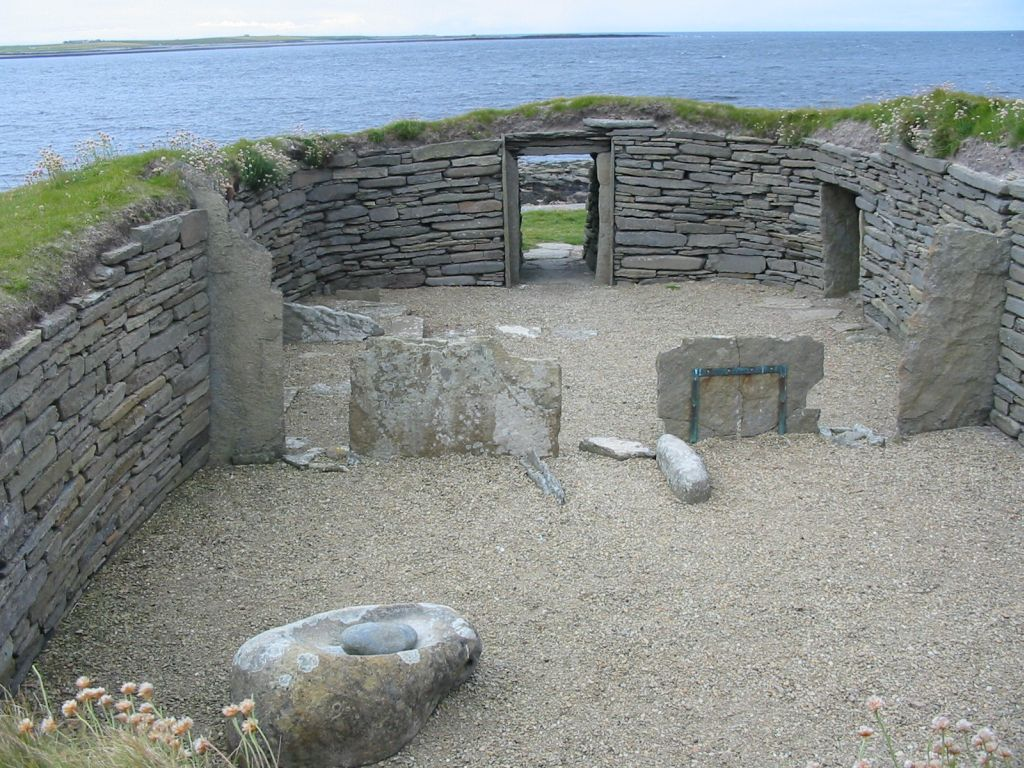
A legidősebb, 5500 éves ma is álló észak-európai ház Papa Westray szigetén

Az utolsó interglaciális során (130-70 ezer évvel ezelőtt) Európa éghajlata melegebb volt a mostaninál és feltehetően Skócia földje is lakott volt, legalábbis erre utal az Orkney-szigeteken talált, eljegesedés előttinek tartott kőbalta. A jégkorszak gleccserei azonban teljesen elborították a Brit-szigeteket, így Skócia csak a jégpáncél elolvadása után, i. e. 9600-tól vált ismét lakhatóvá; bár a Biggarnál talált táborhelyet a régészek i. e. 12 ezer körülinek datálták. Számos más lelőhely adatai alapján Skócia ekkori lakói igen mobilis, a tengerpart mentén csónakokkal közlekedő emberek voltak, akik kőből, csontból, agancsból készítették szerszámaikat. Britannia legrégebbi házmaradványa, egy mezolitikus korból (i. e. 8240 körül) származó, facölöpökből készített ovális szerkezet a Firth of Forth öböl környékén került elő. A legősibb skóciai kőépítménynek pedig azt a három, i. e. 6000 körülire datált tűzhelyet tartják, amelyeket Jura szigetén tártak fel a régészek.
Az újkőkor során a növénytermesztés és állattenyésztés terjedésével állandó települések jöttek létre. Ennek egyik első bizonyítéka a Papa Westray szigetén feltárt, mintegy 5500 éves, jó állapotban megmaradt kőház., valamint a szintén az Orkney-szigetek közé tartozó Mainlanden talált, kb. 500 évvel későbbi neolitikus falu, Skara Brae. Az újabb betelepülők i. e. 3500 környékén magukkal hozták a kőhalmok (cairn) alá rejtett sírkamrás temetkezés, i. e. 3000 körül pedig a megalitok és kőkörök állításának szokását (mint pl. Orkney-n az 5 m magas stennessi állókövek). Hasonló építményeket Nyugat-Európa számos más régiójában is emeltek.
A cairnok és megalitikus struktúrák építése a bronzkorban is folytatódott, amely i. e. 2000 körül érkezett el Skóciába. Más európai kultúrákhoz hasonlóan ebben az időszakban kezdődött a dombtetőkre épült erődített települések létesítése, mint pl. az i. e. 1000-ből származó dél-skóciai Eildon Hill-en, ahol több száz ház maradványait tárták fel a régészek. A korai és középső bronzkorban Shetlandon is jelentős települések létesültek, mint pl. a vastag kőfalú, kerek kőházairól ismert Jarlshof vagy Sumburgh. Ekkor terjedt el a tavakra, folyókra épített mesterséges szigetekre (crannogokra) való település szokása is.
A vaskor elején az északi szigeteken az egyhelyiséges "celluláris" házakat habarcs nélküli kőfalazási technikával épült ún. atlanti kerekházak váltották fel. Szerkezetük eleinte egyszerű volt, de i. e 400 után már komplexebb változatok is készültek (sok példája látható ezeknek Howe, Orkney, Crosskirk, Caithness vidékein). Ezzel a technikával készültek i. e. 200 után a kerek alaprajzú, masszív kőtornyok (brochok), valamint az ún. kerékházak: kerek alaprajzú, 4-10 átmérőjű kőházak, belül küllőszerűen elhelyezkedő gyámfalakkal. Skóciában mintegy ezer vaskori erődített települést tártak fel, többségüket a Clyde-Forth vonaltól délre. Ezek alapján a régészek feltételezik, hogy a korabeli társadalmak egymással háborúzó törzsekre oszlottak, amelyeket az erős törzsfő és harcosokból álló kísérete uralt; ez nagyjából megfelel annak a képnek, amelyet a római szerzők festettek róluk.

## Római korszak

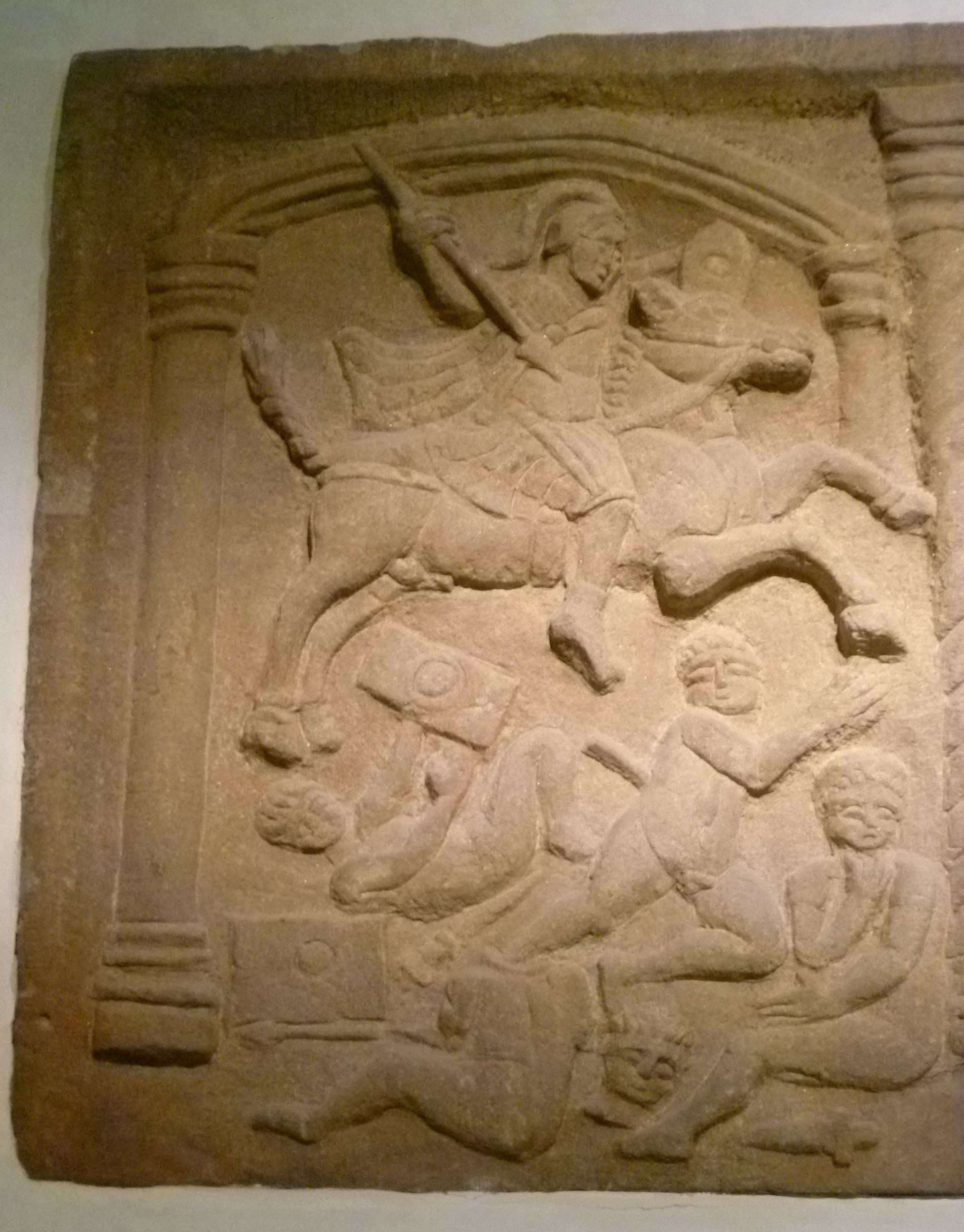
Legyőzött pikteken tipró római lovas domborműve i. sz 142-ből (Skót Nemzeti Múzeum)

A masszaliai Pütheasz i. e. 325 körül körbehajózta a Brit-szigeteket és először írta le Skócia partjait. Albion (Britannia) szigetének legészakibb pontját Orkasznak (Orkney) hívta. Idősebb Plinius idejében (aki i. sz. 79-ben halt meg) a rómaiak már tudtak Hebudes (Hebridák) és Dumna (valószínőleg a Külső-Hebridák) szigeteiről, a Kaledóniai-erdőről és a kaledón törzsről: róluk nevezték el a régiót Caledoniának. Ptolemaiosz, aki feltehetően régebbi forrásokból és a korabeli háborúk híradásaiból dolgozott, Geográfiá-jában 18 skóciai törzset írt le. de ezek közül több más forrásból nem megerősített és információi az északi és nyugati vidékekről eléggé megbízhatatlanok.
Már Caesar is vezetett két hadjáratot Britannia ellen, de a sziget tényleges meghódítása csak i. sz. 43-ban kezdődött és röviddel később délen megalapították Britannia provinciát. 71-ben a provincia kormányzója, Quintus Petillius Cerialis hadjáratot vezetett a mai Dél-Skócia területén élő törzsek ellen. 78-ban Cnaeus Iulius Agricola vette át a provincia irányítását és hozzákezdett a nyugaton és északon élő, még független népek meghódoltatásának. Északon a Taus folyó (valószínűleg a Tay) torkolatáig jutott, ahol erődöt építtetett. 84-ben a Graupius-hegynél nagy győzelmet aratott az egyesült kaledón törzsek felett és Skót-felföld és -alföld határán erődök és őrtornyok láncolatát építtette; ez volt az első római limes Skóciában. Agricola utódai azonban nem terjesztették ki hódításait és feladták a nehezen védhető északi határvonalat. 87-re A Felföld déli részére, a század végére pedig a Tyne folyó és a Solway Firth vonaláig szorultak vissza. A rómaiak a 2. század elejére a mai Észak-Angliába vonultak vissza és Hadrianus császár egy tengertől tengerig húzódó fallal határolta el a déli Britannia provinciát az északi barbároktól.
Két évtizeddel később, 141 környékén újból terjeszkedésbe kezdtek és a határvonalat a Clyde-Forth vonalig tolták ki, megépítve az Antoninus-falat. Ez a fal a legnagyobb rómaikori építmény Skóciában: eredetileg mintegy 60 km hosszú és 6 m magas volt és 19 erőddel biztosították. Tizenkét évig épült, de nem sokkal elkészülte után, 160 körül áttörték és a rómaiak feladták és visszavonultak a Hadrianus-falhoz. Ezt követően legalább négyszer indult katonai expedíció a határon túlra; közülük a legismertebb Septimius Severus 209-es hadjárata. Severus 210-es halála után a rómaiak védelemre rendezkedtek be és az birodalom 5. századi összeomlásáig nem próbálkoztak újabb hódítással. Amikor a rómaiak feladták Britanniát, Skócia északi részét a piktek, a délit különböző briton törzsek uralták.

## A rómaiak után

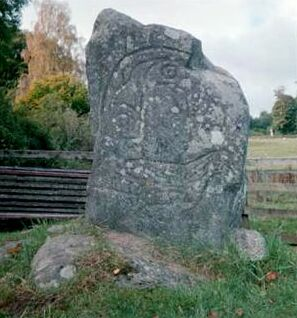
Pikt szimbólumokkal díszített kő

A rómaiak kivonulását követő évszázadokban négy nagyobb népcsoport osztozott a mai Skócia területén. Keleten a piktek éltek, akik több királyságot is alapítottak a Forth folyó és Shetland közötti vidéken. A 6. század végén Fortriu királysága volt a vezető hatalom, amely rendszeresen fosztogatta Kelet-Anglia partjait. Nyugaton a gael nyelvű népek alapították Dál Riata királyságát, melynek uralkodója az argylli Dunadd várában lakott és amely szoros kapcsolatokat ápolt az ír törzsekkel. Délen, Hen Ogledd régiójában a britonok Strathclyde (vagy a mai Dumbarton helyén fekvő fővárosa után Alt Clud) királysága terült el. Végül délkeletet az angolszászok uralták, akik ekkorra Anglia egész keleti részét meghódították, a skót vidéken pedig megalapították Bernicia királyságát. Ennek első, név szerint ismert királya, Ida; ő a hagyomány szerint 547-ben lépett a trónra. Az ő unokája, Æthelfrith 604 körül egyesítette országát a déli Deirával és megalapította Northumbriát. A későbbiekben a királyság egy időre szétesett, de Æthelfrith fia, Oswald 633-634-ben újraegyesítette.
Ír és skót misszionáriusok (mint Szt. Columba) az 5-7. században keresztény hitre térítették Skócia lakóit. Ez a kelta keresztény egyház több tekintetben különbözött a katolikustól, a kolostorok apátjai nagyobb jelentőséggel bírtak, mint a püspökök, kevésbé vették szigorúan a papi cölibátust, másképp vágták a tonzúrát és másképp számították a húsvét időpontját, mint Rómában. Ezek a különbségek a 7. század közepére nagyjából eltűntek.

## A Skót Királyság
A kereszténységre való áttérés valószínűleg meggyorsította a piktek "gaelosodását"; fokozatosan átvették a gael nyelvet és szokásokat. A 9. század közepén a két nép egy államban egy egyesült, bár az nem teljesen tisztázott, hogy a piktek hódították meg a gaelokat vagy fordítva. Az egyesítést a krónikák szerint Cínaed mac Ailpín (Kenneth MacAlpin) vitte végbe a 840-es években, aki megalapította az Alpin-házat. Röviddel később, 867-ben a vikingek elfoglalták Northumbria déli felét és megalapították a Jórviki Királyságot. Három évvel később megdöntötték Strathclyde királyságát, majd fokozatosan elfoglalták Anglia jelentős részét; a szász királyságok közül csak a déli Wessex maradt független. A pikt-gael királyságot szinte teljesen bekerítették. A királyság a 9. század végén kapta az Alba nevet, először II. Donaldot (Domnall) nevezték Alba királyának (rí Alban). A latin Scotia nevet sokáig csak a Forth-Clyde vonaltól északra eső régióra használták, de idővel az egész királyságot kezdték Skóciának hívni.

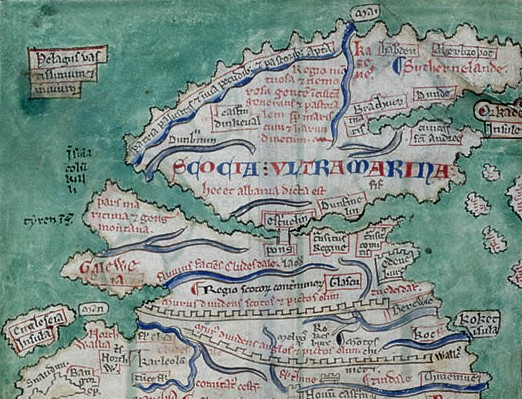
Párizsi Máté Skócia-térképe kb. 1250-ből. Jól látható a Hadrianus- és az Antoninus-fal.

II. Konstantin (Causantín) hosszú uralkodása (900–942/3) kulcsfontosságúnak bizonyult a Skót Királyság megszilárdulásában. Ő volt az, aki összhangba hozta a skót kereszténység szokásait a katolikus egyház előírásaival. Számos csatát vívott a vikingek, később az angolszászok ellen, de a vesztes brunanburhi csata után lemondott a trónról és szerzetesként vonult vissza. Utódai, I. és II. Malcom (Máel Coluim) jó kapcsolatot ápoltak az egyesített angolszász királysággal, és a belső nyugtalanság ellenére sikeresen terjeszkedtek. I. Malcolm Edmund angol királlyal való megállapodása alapján 945-ben annektálta Strathclyde-ot, amely részlegesen már a 9. századtól elismerte a skót királyok hatalmát. A fiatal I. Duncan (Donnchad) katonai kalandjai rossz véget értek, miután 1040-ben megtámadta a félig-meddig független Morayt, vereséget szenvedett és elesett. Moray ura, Macbeth elfoglalta az üresen maradt trónt. Tizenhét évi uralkodás után Duncan fia, III. Malcolm (Máel Coluim) űzte el.
III. Malcolm a "Canmore" (Cenn Mór, "nagyúr") melléknevet kapta alattvalóitól, amit aztán címként utódai is használtak. Sokat tett azért, hogy a Dunkeld-dinasztia uralma megszilárduljon; utódai két évszázadon át uralták Skóciát. Az ország sorsát illetően nagy jelentősége volt második házasságának, melyet a Magyarországon született Margittal, az angolszász királyi házból származó Edgar Ætheling nővérével kötött. A házasság, Edgar támogatása és észak-angliai portyázásai miatt Hódító Vilmos angol király (Edgar riválisa) megtámadta és legyőzte a skótokat, Malcolm pedig elismerte őt hűbérurának. A későbbi angol királyok erre a precedensre hivatkozva indították hódító hadjárataikat Skócia ellen. Malcolm 1093-as halála után öccse, III. Donald (Domnall) követte a trónon. II. Vilmos angol király azonban az első házasságából származó fiát, II. Duncant támogatta, aki angol segítséggel megszerezte ugyan a koronát, de néhány hónappal később meggyilkolták. Donald visszatért és örököseként Malcolm második házasságából származó fiát, Edmundot jelölte ki. A következő évben, 1097-ben azonban Edmund két, száműzött öccse az angolok segítségével elűzte őket és az idősebbik, Edgar foglalta el a trónt. Edgar szerződést kötött Mezítlábas Magnus norvég királlyal, amelyben gyakorlatilag átadta neki a Hebridákat; ezzel csak elismerte a gyakorlatban már fennálló helyzetet. A norvég fennhatóság inkább csak névleges maradt és a helyi törzsfők gyakorolták a hatalmat. Edgart öccse, I. Sándor követte, aki 1107–től 1024-ig kormányozta az országot.

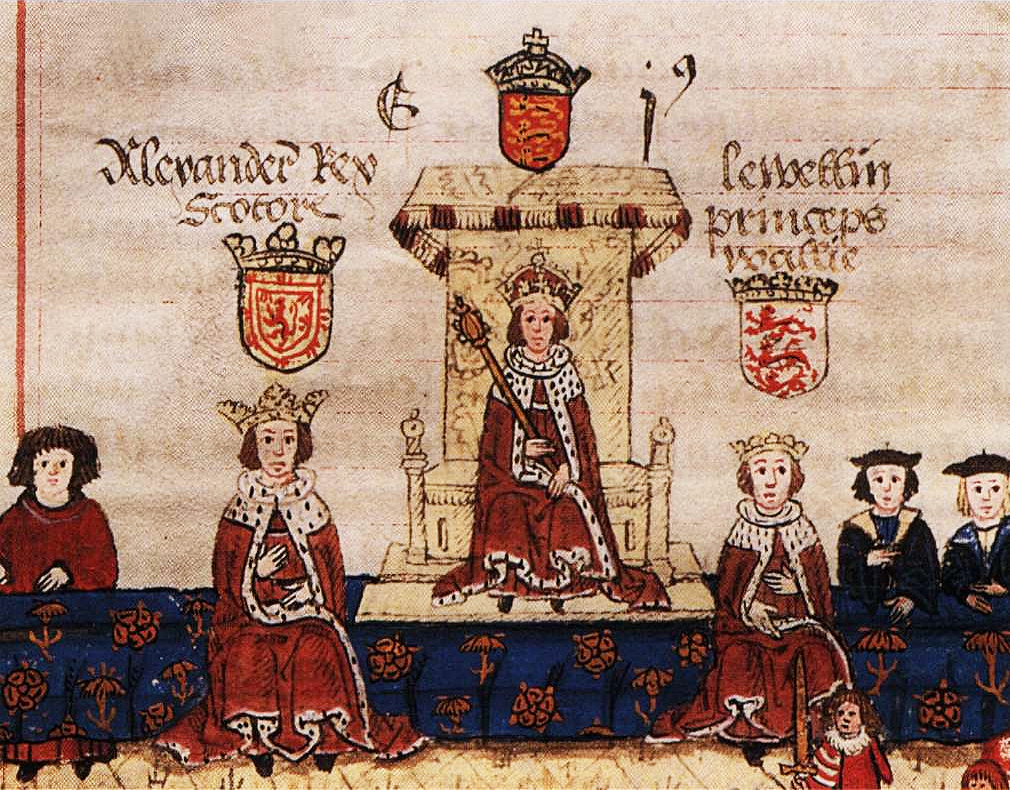
III. Sándor (balra), I. Eduárd (középen) és a walesi Llywelyn a londoni parlament ülésén

Sándor halála után a koronát Margit negyedik fia, I. Dávid örökölte, aki addig a normann bárók életét élte Angliában. Angol és francia mintára alapvető reformokat (az ún. dávidi forradalmat) kezdeményezett a kormányzat rendszerében, megvetve ezzel Skócia késő középkori fejlődésének alapjait. Részben angol-normann nemesekkel cserélte le a skót arisztokráciát, bevezette a feudális hűbérbirtokokat és a lovagi szolgálatot, amelynek eredményeképpen számos új vár épült és elit nehézlovas haderő került a király szolgálatába. Udvarát normann divat szerint szervezte át, a helyi kormányzásban bevezette a sheriff hivatalát és megreformálta az igazságszolgáltatást. A fontosabb települések kiváltságokat kaptak, így megindulhatott a városok fejlődése. Ő volt az első skót király, aki ezüstpénzt veretett. Folytatta anyja és bátyjai erőfeszítéseit a skót monasziktus rendszer clunyi mintára történő megreformálására.
Reformjait utódai és unokái, IV. Malcolm és I. Vilmos is folytatták. Vilmos fia, II. Sándor és az ő fia, III. Sándor békére törekedtek Angliával és közben igyekeztek teljesen a hatalmuk alá vonni a Felföldet és a nyugati szigeteket. III. Sándor 1262-ben felajánlotta IV. Haakon norvég királynak, hogy megveszi a szigeteket, amit az visszautasított. A skótok támadásokat intéztek a Hebridák ellen, mire Haakon hatalmas flottával áthajózott a vitatott szigetekhez. Egy döntetlen tengeri csata után a norvégok helyzete tarthatatlanná vált, Haakon pedig megbetegedett és meghalt. Utóda 1266-ban Orkney és Shetland kivételével valamennyi partközeli szigetet eladta a skótoknak.

## Angol megszállás, függetlenségi háborúk
III. Sándor 1286-ban meghalt és egyetlen örököse, unokája, Margit is elhunyt négy évvel később. A skót trónra 14-en pályáztak és a főurak I. Eduárd angol királyt kérték fel döntőbírául, hogy elkerüljék a belháborút. Eduárd elfogadta a felkérést, azzal hogy a skótok ismerjék el őt hűbéruruknak, és ő a legerősebb jogcímmel rendelkező főúr, John Balliol mellett döntött A második legerősebb pályázó, Robert Bruce csak vonakodva ismerte el János királyt és 1295-ben szövetségre lépett a francia királlyal.

I. Eduárd, a "skótok pörölye" (15. századi fametszet)

1296-ban megszállta Skóciát és lemondatta Jánost. A következő évben két nemes, William Wallace és Andrew de Moray felkelést indított a megszállás ellen és le is győzték az angolokat a Stirling Bridge-i csatában. Egy rövid ideig János nevében Wallace kormányozta Skóciát. Eduárd erre személyesen vezette erőit a felkelők ellen, akiket 1298-ban Falkirknél szét is vert. Wallace elmenekült, de 1305-ben árulás révén az angolok kezére került, akik kivégezték.
Wallace helyére John Comynt és Robert Bruce-t (a trónkövetelő unokáját) választották kormányzóul. 1306-ban Bruce meggyilkoltatta Comynt, majd másfél hónappal később királlyá koronázták. Eduárd erre ismét bevonult Skóciába és a methveni csatában legyőzte Bruce kis seregét. Bár V. Kelemen pápa kiközösítette Bruce-t és követőit, pártja fokozatosan megerősödött és 1314-re, mikor már olyan hatalmas főurak, mint James Douglas vagy Thomas Randolph is őt támogatták, gyakorlatilag csak Bothwell és Stirling vára maradt angol kézen. I. Eduárd utóda, II. Eduárd sereget küldött északra, hogy felmentse a skótok által ostromolt Stirlinget, de a bannockburni csatában súlyos vereséget szenvedtek, így Skócia a gyakorlatban ismét függetlenné vált. 1320-ban a skót nemességnek az arbroathi deklaráció elismertetésével sikerült elérnie, hogy XXII. János pápa visszavonja a kiközösítést és érvénytelenítse a skót uralkodók által korábban az angol királyoknak tett hűségesküit. Ezáltal lehetővé vált, hogy a skót király ismét formálisan felvegye a kapcsolatot a jelentős európai dinasztiákkal. A deklaráció a skót nemzettudat egyik legfontosabb korai dokumentuma.
1326-ban először ült össze a teljes skót parlament. A parlament a korábbi nemesi és egyházi tanácsokból (colloquium) alakult ki és 1326-ban feltehetőleg már a városi polgárság – így mindhárom rend – képviselői is részt vettek munkájában. III. Eduárd angol király 1328-ban az edinburg-northamptoni szerződés megkötésével elismerte Skócia függetlenségét és Robert Bruce uralmának jogszerűségét. Ennek ellenére, mikor Robert 1329-ben meghalt, az angolok ismét megtámadták a skótokat, hogy a trónra segítsék Edward Balliolt, John Balliol fiát. Bár az angolok több győzelmet arattak (pl. Dupplin Moor-nál vagy Halidon Hill-nél) a makacs ellenállás miatt Eduárd idővel felhagyott Balliol támogatásával és figyelmét Franciaországra fordította, amellyel rövidesen megindította a százéves háborút. 1341-ben Robert fia, II. Dávid visszatérhetett franciaországi száműzetéséből. Balliol végül 1356-ban lemondott trónigényéről és Yorkshire-ben telepedett le.

## A Stuartok

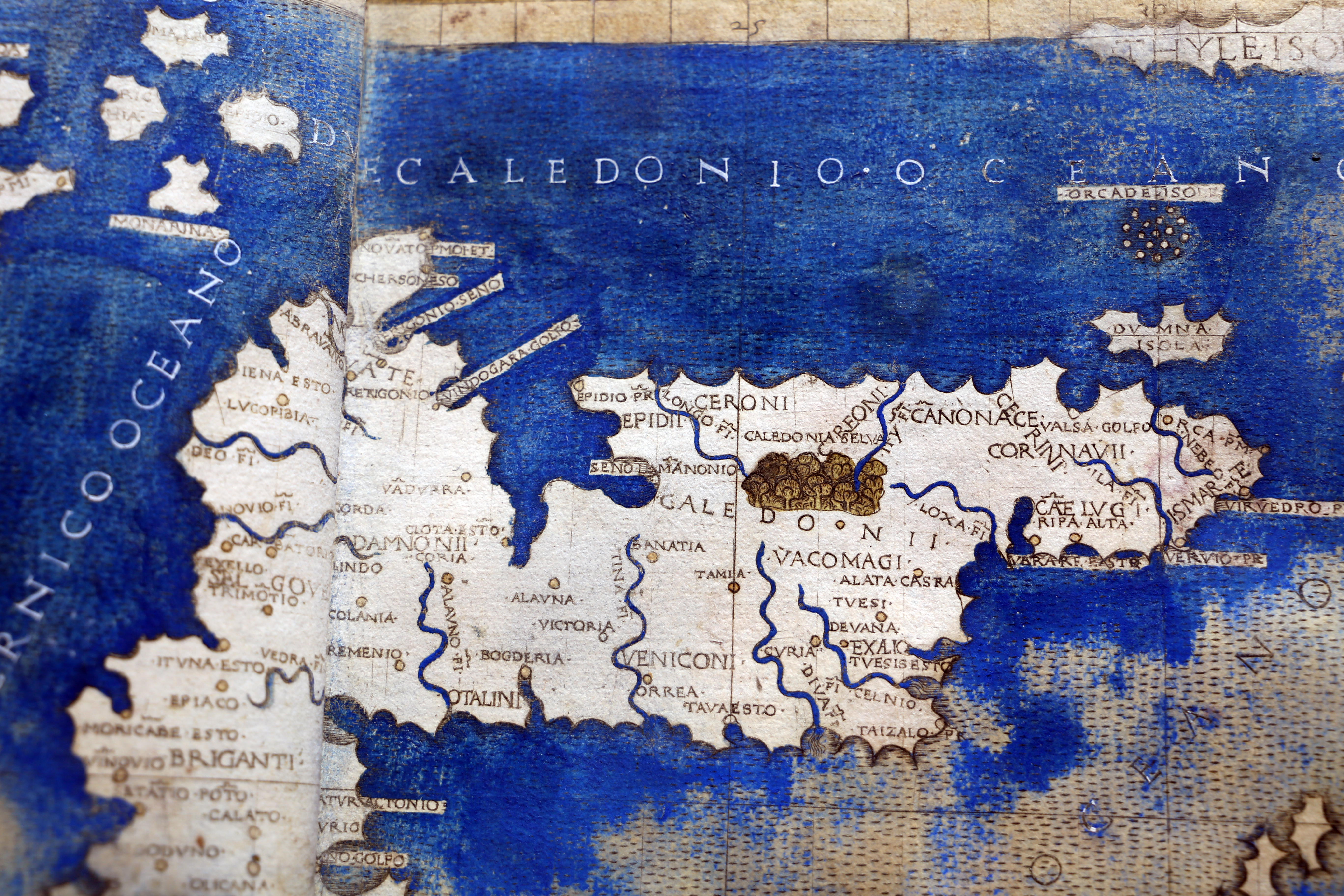
A Felföld 1482-es térképe

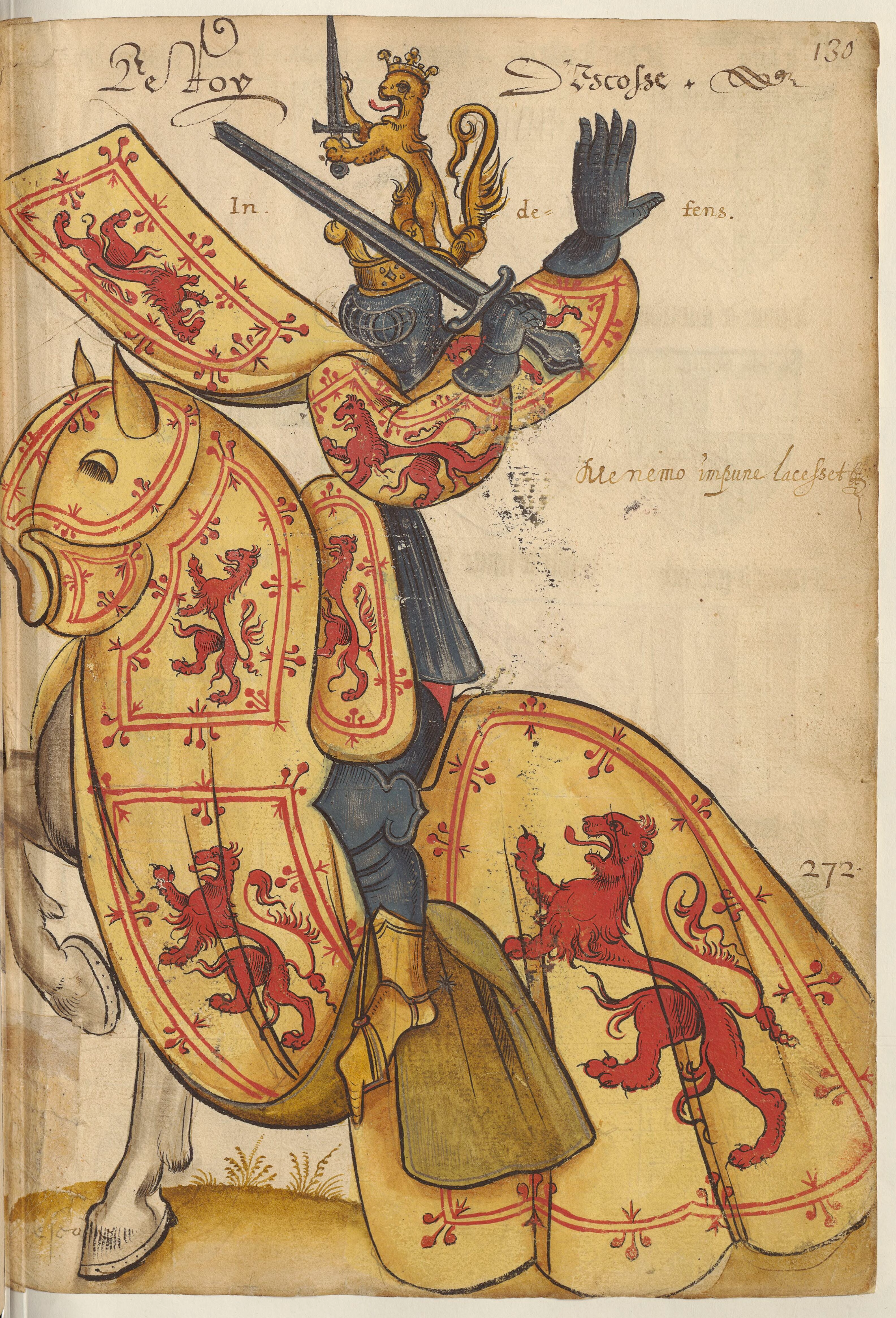
A skót király heraldikai színei (15. sz.)

II. Dávid gyermektelenül halt meg 1371-ben és vele férfiágon kihalt a Bruce-ház. A koronát unokaöccse (Robert Bruce első házasságából származó lánya, Marjorie és Walter Stewart főudvarmester gyermeke), II. Róbert örökölte, a Stuart-ház első képviselője. Őt beteges fia, III. Róbert (születési neve szerint John) követte, akit a főurak jórészt kiszorítottak a kormányzásból és a hatalom öccse, Robert Stewart, Albany hercegének kezébe került. A trónörökös Dávid meggyilkolása után Róbert fiatalabbik fiát, Jakabot Franciaországba menekítette volna, de az angolok útközben elfogták és 18 évig fogságban tartották, váltságdíjat követelve érte. Így amikor III. Róbert meghalt, Skóciát régensek kormányozták, előbb Albany hercege, majd fia, Murdoch Stewart. Mikor végre 1424-ben kifizették a váltságdíját, Jakab angol menyasszonyával együtt hazatért, határozottan hozzálátott a hatalom átvételéhez és az Albany család több tagját kivégezték. Bár a kormányzás visszakerült a király kezébe, Jakab elvesztette népszerűségét és 1437-ben meggyilkolták. Fia, II. Jakab (1437–1460) nagykorúvá válása után folytatta apja politikáját és igyekezett gyengíteni a főurak befolyását; különösen az ún. Fekete Douglasokkal keveredett konfliktusba.
1468-ban került sor Skócia utolsó jelentősebb területi gyarapodására, amikor III. Jakab eljegyezte Dániai Margitot és a menyasszony hozományaként az országhoz csatolták Shetlandot és az Orkney-szigeteket. 1482-ben III. Jakab öccse, Alexander Stewart hűséget fogadott IV. Eduárd angol királynak, aki sereggel próbálta őt trónra segíteni, de az angolok végül csak a vitatott hovatartozású Berwicket csatolták el. III. Jakab 1488-ban csatában esett el, amit saját lázadó 15 éves fia, IV. Jakab ellen vívott. IV. Jakabnak sikerült véget vetnie a Hebridákat és a nyugati partvidéket félig-meddig függetlenül kormányzó lordok uralmának és az ország történelmében először, egyértelműen a korona ellenőrzése alá vonnia ezt a régiót. 1503-ban feleségül vette Tudor Margitot, az angol VII. Henrik lányát; ez volt az alapja a Skócia és Anglia közötti, száz évvel későbbi perszonáluniónak.
A 15. században jelentős fejlődésen esett át a skót közoktatás: 1413-ban megalapították St Andrews, 1450-ben Glasgow, 1495-ben pedig Aberdeen egyetemét. 1496-ban törvénybe iktatták, hogy a bárók és földbirtokosok fiainak iskolába kell járniuk. IV. Jakab idején virágzott a reneszánsz által megihletett skót kultúra.

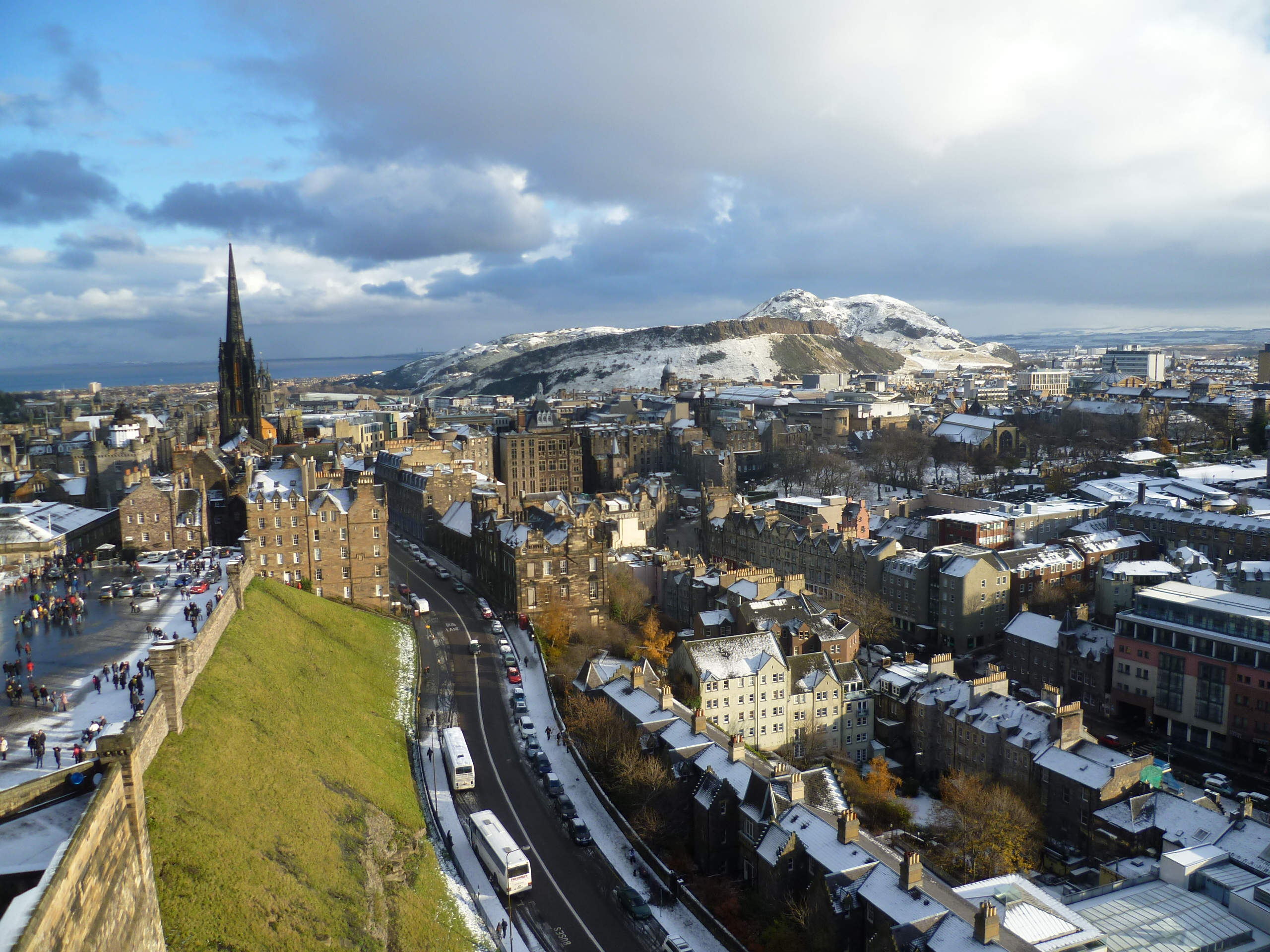
Látkép az edinburgh-i vár királyi palotájából

1512-ben megújították a Franciaországgal kötött szövetséget, így amikor VIII. Henrik angol király megtámadta a franciákat, IV. Jakab betört angol területre. A Flodden Field-i csatában azonban döntő vereséget szenvedtek és a király, valamint a nemesség jelentős része elesett. Fia, V. Jakab még kiskorú volt, így az ország kormányzása ismét régensek kezébe került. 12 éves korában anyja nagykorúvá nyilvánította Jakabot, ám mostohaapja, Angus grófja gyakorlatilag őrizet alá helyeztette és ott is tartotta három éven át. Végül 1528-ban, 16 évesen sikerült leráznia önjelölt gyámjait és átvenni az ország kormányzását. Apja politikáját követve igyekezett ellenőrzése alá vonni a lázongó Felföldet, a nyugati és északi szigeteket és a határvidéket. Fenntartotta a szövetséget Franciaországgal, onnan is házasodott; előbb Madeleine de Valois-t, majd annak halála után Marie de Guise-t vette feleségül. Bel- és külpolitikai eredményeit azonban elhomályosította egy újabb angliai hadjárat, melynek során 1542-ben a Solway Moss-i csatában katasztrofális vereséget szenvedett és nem sokkal később meghalt (a kortársak szerint "megszakadt a szíve"). Egy nappal halála előtt tudta meg, hogy megszületett egyetlen gyermeke: Mária.
A skótokat ismét régensek kormányozták. Két évvel később VIII. Henrik megtámadta az országot, hogy kiszakítsa Skóciát a francia szövetségből és Angliához láncolja; a szövetség megpecsételéseképpen el akarta jegyeztetni Máriát saját 6 éves fiával, Eduárddal. Néhány határmenti összecsapás és angol betörést követően Henrik meghalt. Az angol régens, Edward Seymour legyőzte a skótokat a Pinkie Cleugh-i csatában, majd megostromolta és megszállta Haddingtont. Máriát öt évesen Párizsba küldték, ahol a francia trónörökössel jegyezték volna el. Anyja, Marie de Guise Skóciában maradt, hogy felügyelje lánya – és Franciaország – érdekeit, bár a hivatalos régens James Hamilton volt, Arran grófja. Francia segítséggel sikerült megerősíteni a skótok védelmét és 1550-ben, miután leváltották Anglia régensét, az angolok kivonultak az országból.
1554-ben Marie de Guise lett a régens. Jelentős volt a francia befolyás, számos francia szó került ekkoriban a skót nyelvbe. Emellett azonban egyre nőtt a franciaellenesség is, különösen a protestánsok körében, akik inkább Angliát tekintették szövetségesüknek. A helyzet odáig fajult, hogy a skót protestánsok az angolokat segítették, hogy megostromolják a franciák és katolikus skótok által tartott Leith városát. Marie de Guise 1560-ban meghalt és röviddel később a skótok az edinburgh-i szerződéssel felmondták a francia szövetséget; a szerződés előírta valamennyi idegen katona kivonását az országból. A skót parlament még ebben az évben betiltotta a katolikus egyházat és a katolikus misézést.

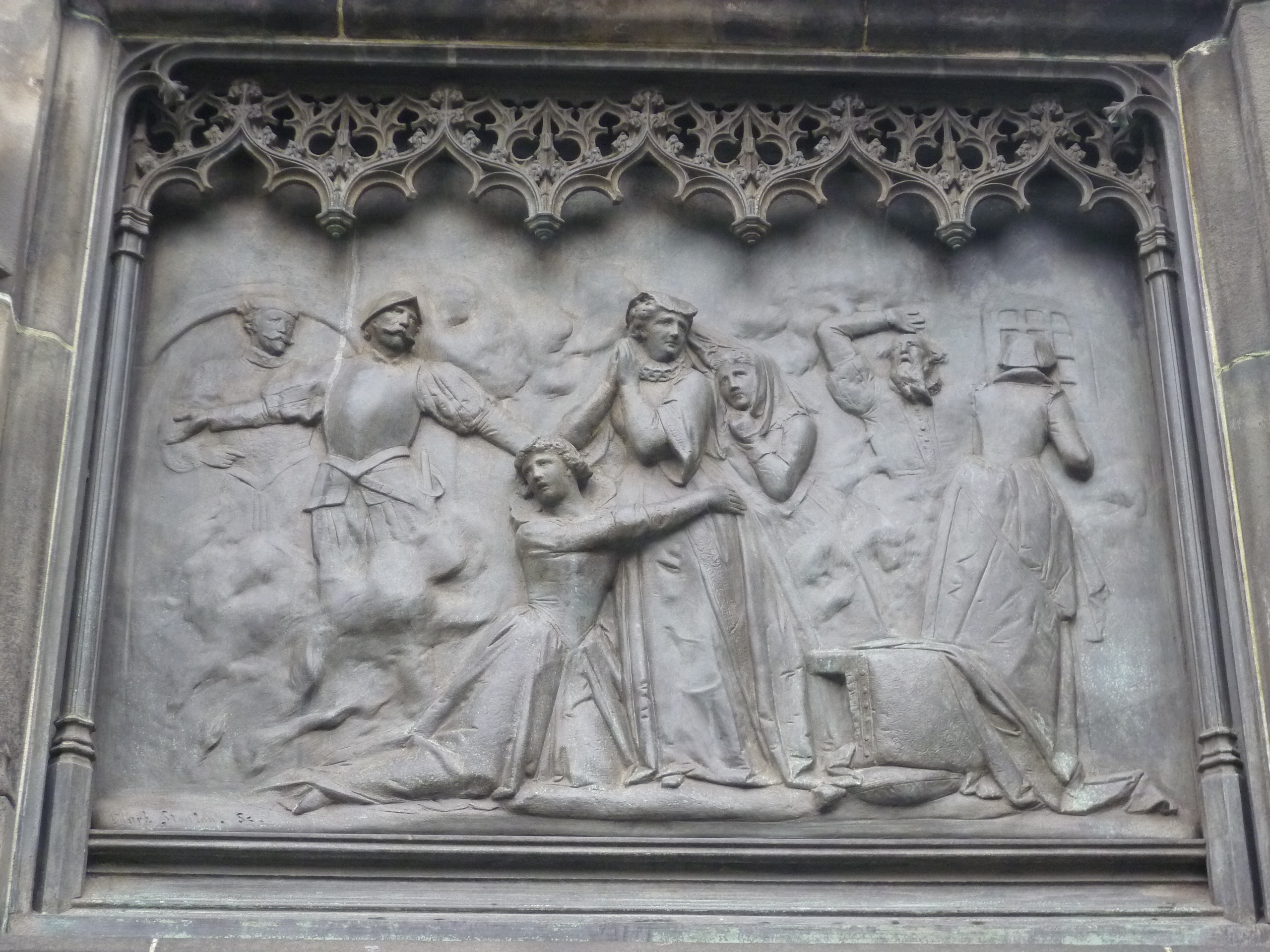
David Rizzio meggyikolása

Eközben Mária királynő Franciaországban katolikus nevelést kapott és 1559-ben feleségül ment II. Ferenc királyhoz. A következő évben Ferenc váratlanul megbetegedett és meghalt. A 19 éves özvegy Mária visszatért hazájába, hogy átvegye a kormányzást. Nem próbálta ráerőltetni mostanra nagyrészt protestánssá vált alattvalóira saját vallását; hat évnyi uralkodása alatt így is egymást érték a főurak intrikái és rivalizációi miatt elmérgesedő válságok. Előbb titkárát, David Ricciot gyilkolták meg, utána pedig népszerűtlen második férjét, Lord Darnleyt is. Ezt követően Bothwell grófja (Darnley meggyilkolásának értelmi szerzője) elrabolta a királynőt és feleségül vette (hogy erőszakkal vagy Mária is benne volt az összeesküvésben, máig vita tárgya). A skót nemesség fellázadt és a Carberry Hill-i csatában megfutamították a Máriához és Bothwellhez hű erőket. A királynő fogságba esett és 1567 júliusában kényszerítették, hogy csecsemő fia, VI. Jakab javára lemondjon a trónról. Mária megszökött, összegyűjtötte híveit, de 1568-ban vereséget szenvedett és Angliába menekült, a régensek kezében hagyva fiát. Míg Skóciában polgárháború tört ki a királynő és Jakab támogatói között, Mária Angliában belekeveredett egy katolikus összeesküvésbe és I. Erzsébet kivégeztette.

## A protestáns reformáció

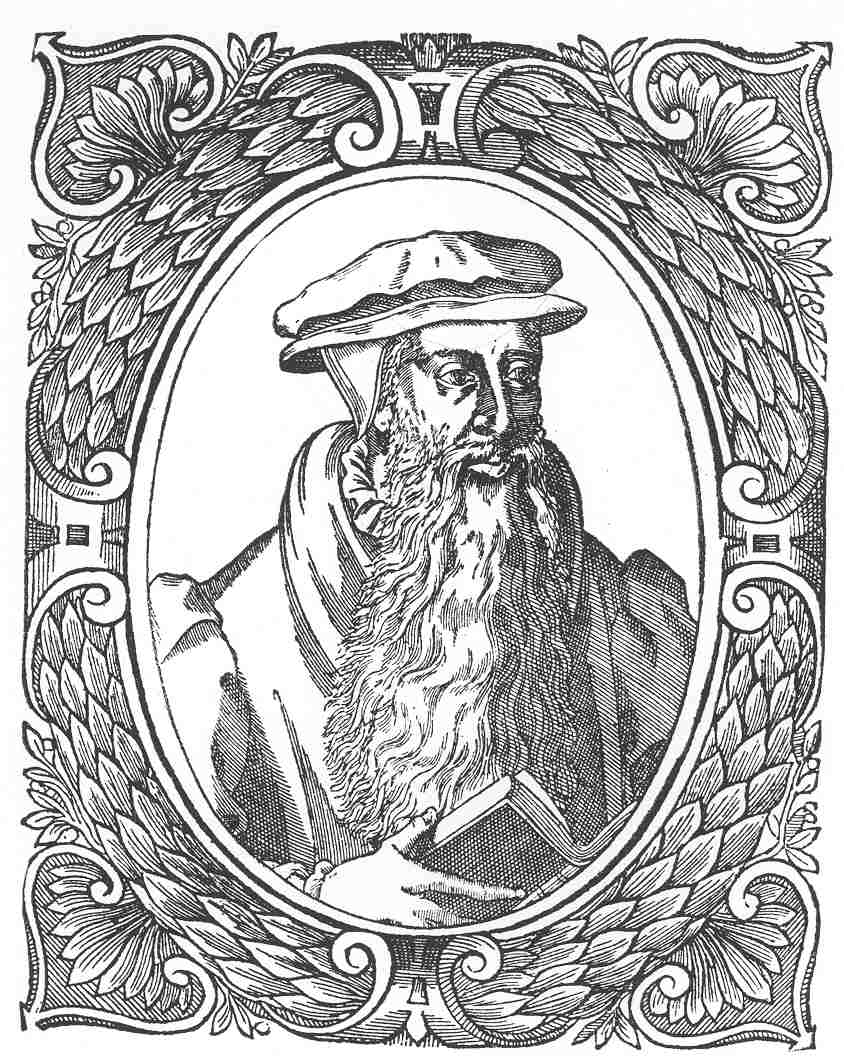
John Knox, aki Genfből tért vissza, hogy a Skócia kálvinista reformációjának élére álljon

A 16. század elején Skóciában is terjedni kezdtek előbb Luther Márton, majd Kálvin János tanai. Elsősorban a tanult papság körében váltak népszerűvé, akik európai egyetemeken tanulva találkoztak a protestáns eszmékkel. Patrick Hamilton lutheránus prédikátort 1528-ban eretnekségért kivégezték. Ezt mások kivégzése is követte, köztük a Zwingli által befolyásolt George Wishart máglyán való megégetése, ami radikalizálta a protestánsokat. A Wishart kivégzését elrendelő Beaton bíborost meggyilkolták, majd elfoglalták St Andrews várát, amelyet egy éven át tartottak, míg a katolikusok francia segítséggel le nem győzték őket. A foglyokat, köztük John Knoxot francia gályarabságra ítélték, ami a közvéleményt a franciák ellen fordította és mártírokat csinált a protestánsokból.
1557-ben a protestáns földbirtokosok politikai érdekeltségeik védelmére megalapították a Kongregációs lordok szervezetét. A francia szövetség felbomlása és az angol intervenció lehetővé tette, hogy a kis létszámú, de igen befolyásos arisztokraták megreformálják a skót egyházat. Az 1560-as skót parlament eltörölte a pápa joghatóságát az országban és egyúttal betiltották a katolikus misézést.
Időközben Knox, aki megszökött a gályáról és egy ideig Kálvin János követőjeként Genfben élt, hazatért és hamarosan a skót reformáció egyik legbefolyásosabb alakjává vált. Hatására az egyházat presbiteriánus szellemben alakították át. Jelentős hatalmat kaptak a helyi földbirtokosok, akik gyakran a lelkészek kinevezésébe is beleszólhattak. A katolikus szentek szobrait eltávolították a templomokból, a freskókat lemeszelték. A köznép többsége ekkor még katolikus maradt és a Felföldön és a nyugati szigeteken a reformált skót egyház, a Kirk csak igen lassan tudott teret nyerni. Az áttérés csak igen lassan, fokozatosan következett be, más országokhoz képest kevesebb erőszak árán.

## 17. század
1603-ban a gyermektelen Erzsébet halálát követően VI. Jakab megörökölte Anglia koronáját és Londonba költözve perszonálunióban egyesítette a két országot. Bár Jakab már ekkor próbálkozott Nagy-Britannia birodalmának megalakításával, az arisztokrácia ragaszkodott ahhoz, hogy a két ország a közös uralkodón túl különálló maradjon. Az unió megkönnyítette a skótok áttelepülését Írország Ulster tartományába: a 17. század közepéig mintegy 50 ezer protestáns skót költözött át Észak-Írországba. Jakab, akinek most már rendelkezésére állt az angol hadsereg és flotta, érvényt tudott szerezni azon rendeletének, hogy a felföldi és a nyugati szigeteken élő nemesek kötelesek fiaikat az alföldi városokban taníttatni, ahol azok jórészt átvették a protestáns vallást és fokozatosan integrálódtak a többségi társadalomba.(pp37–40) A kormány megpróbálkozott egy észak-amerikai skót gyarmat létrehozásával, de Nova Scotia a kellő pénzügyi támogatás és telepesek hiányában alig gyarapodott.

### A három királyság háborúi és a puritán uralom

#### A püspökháború

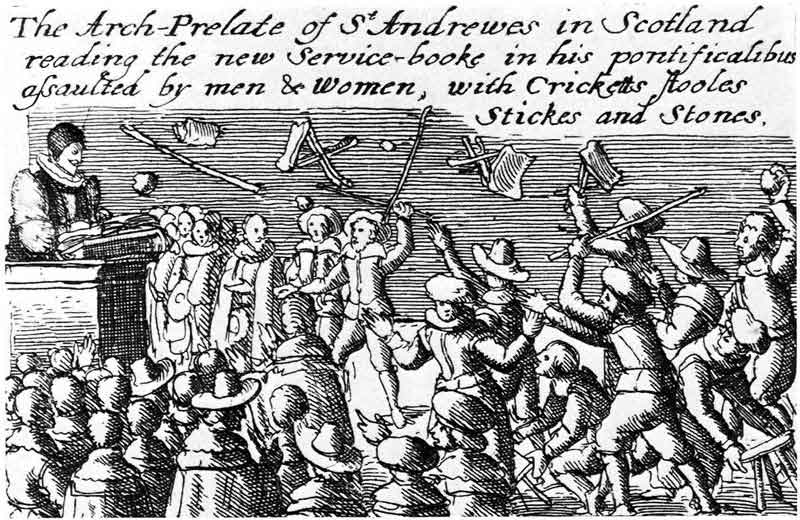
Jenny Geddes megindítja a zavargásokat, amelyek fellobbantották a püspökháborút

Jakab megpróbálta Skóciában is elfogadtatni az anglikán egyház egyes vonásait, de csak mérsékelt sikerrel járt. Fia és utóda, I. Károly határozottabban lépett fel és 1637-ben angol stílusú imakönyvet vezetett be, ami miatt általános zavargások törtek ki (állítólag a zavargásokat egy Jenny Geddes nevű kofa kezdte, aki a lelkész fejéhez vágta a zsámolyát, amikor az az új imakönyvből kezdett felolvasni). A következő évben a király újításai elleni tiltakozásul a társadalom több rétegének képviselői megírták és terjeszteni kezdték a Nemzeti egyezség (National Covenant) c. kiáltványt. Novemberben a Glasgow-ban tartott nemzetgyűlésen valamennyi püspököt kizárták az egyházból, amelynek irányítása így teljes mértékben presbiteriánus alapokra került. Károly hadsereget gyűjtött, de mivel egyik fél sem akarta, hogy a konfliktust fegyverekkel oldják meg, Berwickben sikerült ideiglenes megegyezésre jutniuk. A megoldatlanul maradt kérdés azonban 1640-ben ismét felszínre tört, amikor összecsapásra is sor került és a skótok a newburni csatában megfutamították a király csapatait. A király Írországban akart katolikus katonákat toborozni a feklkelők ellen, de a skótok és angolok egyöntetű tiltakozásának hatására letett tervéről. A protestánsok befolyásától tartó írek azonban ennek hatására fellázadtak. A felkelés elfojtására Károly pénzt kért a londoni parlamenttől, az cserébe reformokat követelt, mire a király feloszlatta a parlamentet; a konfliktus addig gyűrűzött, míg általános polgárháborúvá nem fajult. Skóciában a hatalmat magukhoz ragadó presbiteriánus ún. covenanterek nagy hadsereget gyűjtöttek és rákényszerítették vallásukat a főleg északon még mindig nagy számban élő episzkopálisokra és katolikusokra.

#### A polgárháború

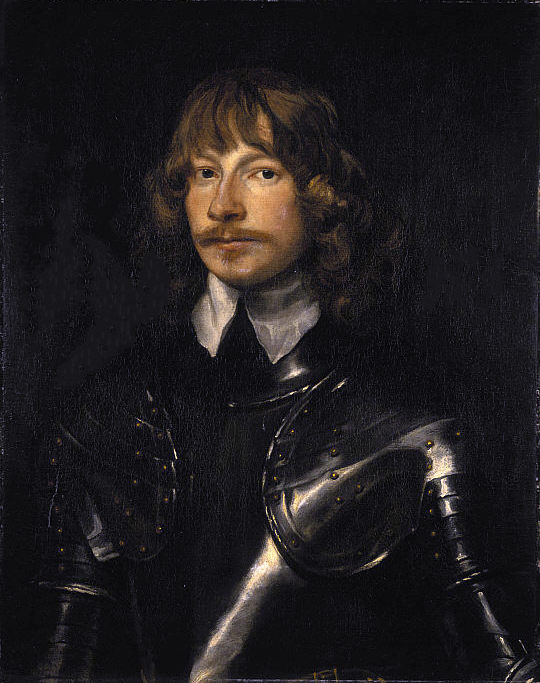
James Graham, Montrose márkija, aki sikeres royalista hadjáratot vezetett a Felföldön

Angliában nyílt polgárháborúvá fajult a helyzet és a parlamentiek a skótok segítségét kérték a király ellenében. Megkötötték az Ünnepélyes Ligát és Szövetséget, melyben megígérték, hogy skót mintára Angliában is vallási reformokat vezetnek be. A skót csapatok jelentős szerepet játszottak I. Károly vereségében, például a Marston Moor-i csatában. Leven grófja vezetésével a skótok egy időre  meg is szállták Észak-Angliát.
Nem minden skót támogatta a király ellen fellázadó covenantereket. 1644-ben a royalista James Graham, Montrose márkija megpróbálta fellázítani a Felföldet. Bár a helybeliek közül csak kevesen csatlakoztak hozzá, mintegy ezerfős csapatával és ír segítőivel meglepően sikeresnek bizonyult. Szeptemberben a tippermuiri csatában megfutamította a nagyobb létszámú presbiteriánus sereget és ezzel elkezdődött a skót polgárháború is. Miután több alkalommal legyőzte az ellene küldött, rosszul képzett protestáns milíciákat, szinte az egész alföldet ellenőrzése alá vonta. Serege azonban ekkorra megcsappant, a felföldiek és az írek inkább északra vonultak és maradék csapataival a philiphaugh-i csatában vereséget szenvedett. Montrose északra szökött és új követőket toborzott, de amikor 1646 júliusában a király Newarkban megadta magát a skótoknak, a polgárháború véget ért és hadserege feloszlott.
A fogságban tartott Károly a következő évben titkos egyezséget kötött a mérsékelt presbiteriánusokkal, melyben megígérte, hogy ha segítenek neki visszaszerezni a trónját, akkor cserébe Angliában három évi próbaidőre bevezeti a presbiteriánus rendszert. A skótok James Hamilton herceg vezetésével be is törtek Angliába, de 1648 augusztusában a prestoni csatában döntő vereséget szenvedtek Oliver Cromwelltől.

#### A cromwelli megszállás és a restauráció

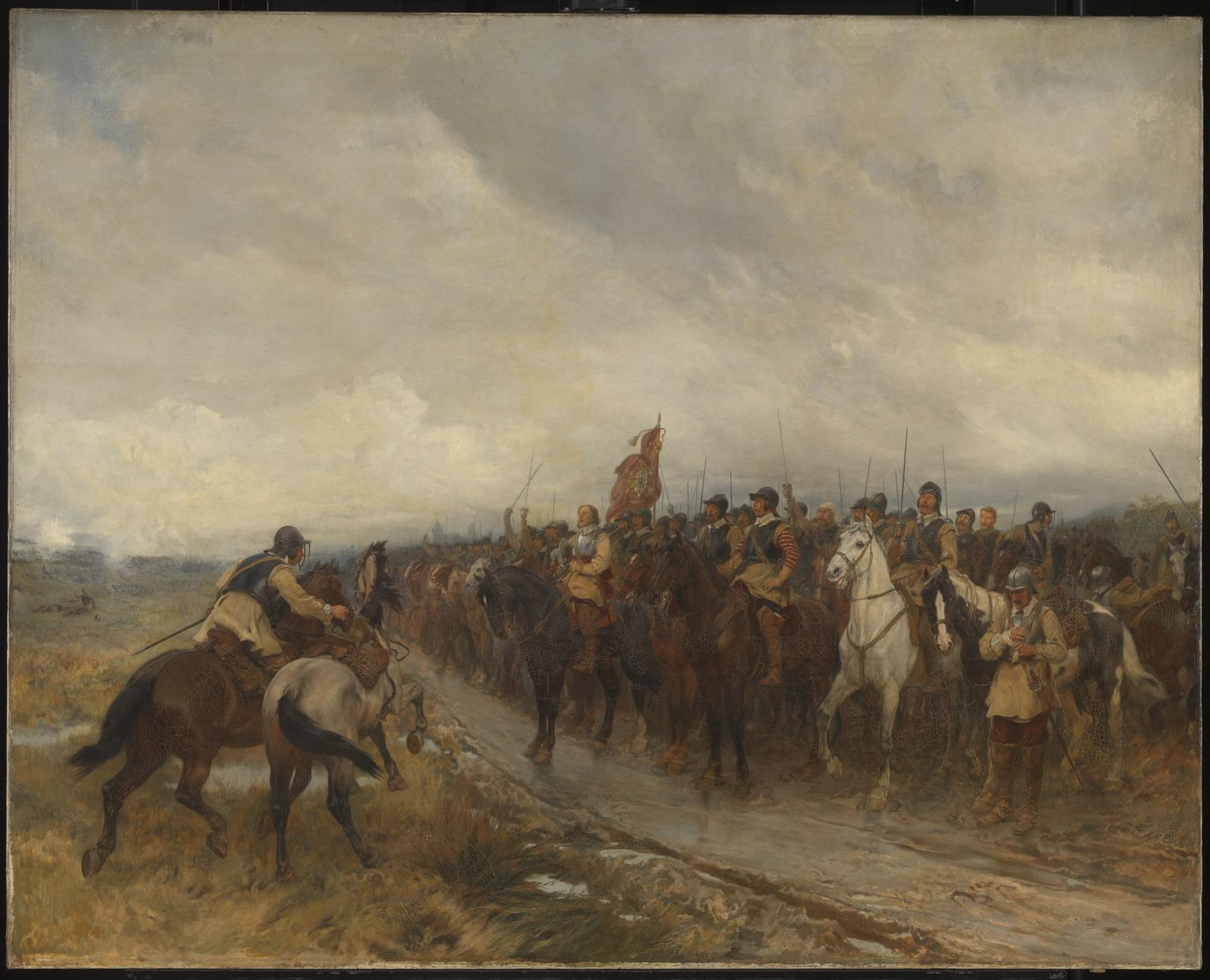
Cromwell a dunbari csatában

I. Károlyt 1649-ben a covenanterek tiltakozása ellenére kivégezték; fiát, II. Károlyt Edinburghban azonnal királlyá kiáltották ki. A következő évben Oliver Cromwell megtámadta a skótokat, Dunbarnál legyőzte őket, majd pontosan egy évvel később, Worcesternél visszaverte a skótok Anglia elleni támadását. Skóciát George Monck vezetése alatt megszállták az angolok és az országot bekebelezték a Cromwell-féle köztársaságba (Commonwealth). A különálló egyház, a parlament, a skót jogrendszer megszűnt, bár a skótok vámmentes hozzáférést kaptak az angol piachoz. Többször is próbálkoztak az annexió törvényesítésével, meghívták a skót városok és megyék képviselőit a különböző angol parlamentekbe, tárgyaltak velük; de teljes képviseletet soha nem értek el és az ellenvélemények kifejtésére sem volt lehetőség. Cromwellnek igen sok gondja volt a parlamentekkel, az uniós törvény ratifikálása sokáig húzódott, végül csak 1657-ben rögzítették törvénnyel az egyesülést.
A következő évben Cromwell meghalt, a rezsim összeomlott. 1660-ban II. Károly visszatért és Skócia ismét független királysággá vált. Az ország visszanyerte saját jogrendszerét, parlamentjét és egyházát; de egyúttal kapott egy, Skóciát soha meg nem látogató királyt, a parlamentet felülbíráló királyi megbízottakat és püspököket. A megbízottak közül az utolsó az uralkodó öccse, Jakab yorki herceg volt (a leendő II. Jakab, illetve Skóciában VII. Jakab, ekkor még csak Albany hercege). Az angol tengerészeti törvény a többi külföldi nemzeten kívül a skótoknak is megtiltotta, hogy az angol gyarmatokkal kereskedjenek. A visszaállított püspökségek számos konfliktust generáltak, különösen a délnyugati megyékben, ahol erős volt a presbiteriánus hagyomány. Sokan felhagytak a hivatalos egyház templomainak látogatásával és a szabad ég alatt összehívott, illegális "gyülekezetecskéket" (conventicle) alapítottak. Amikor ezeket be akarták tiltani, a nép fellázadt; a felkelést a király természetes fia, Jakab monmouthi herceg verte le. A kormányzat az 1680-as évek elején szigorúan fellépett az eltévelyedőkkel szemben, súlyos büntetéseket szabtak ki, mintegy száz embert kivégeztek. Károly 1685-ben meghalt és öccse, a katolikus II. Jakab (Skóciában VII. Jakab) került Anglia, Írország és Skócia trónjára.

### VII. Jakab trónfosztása

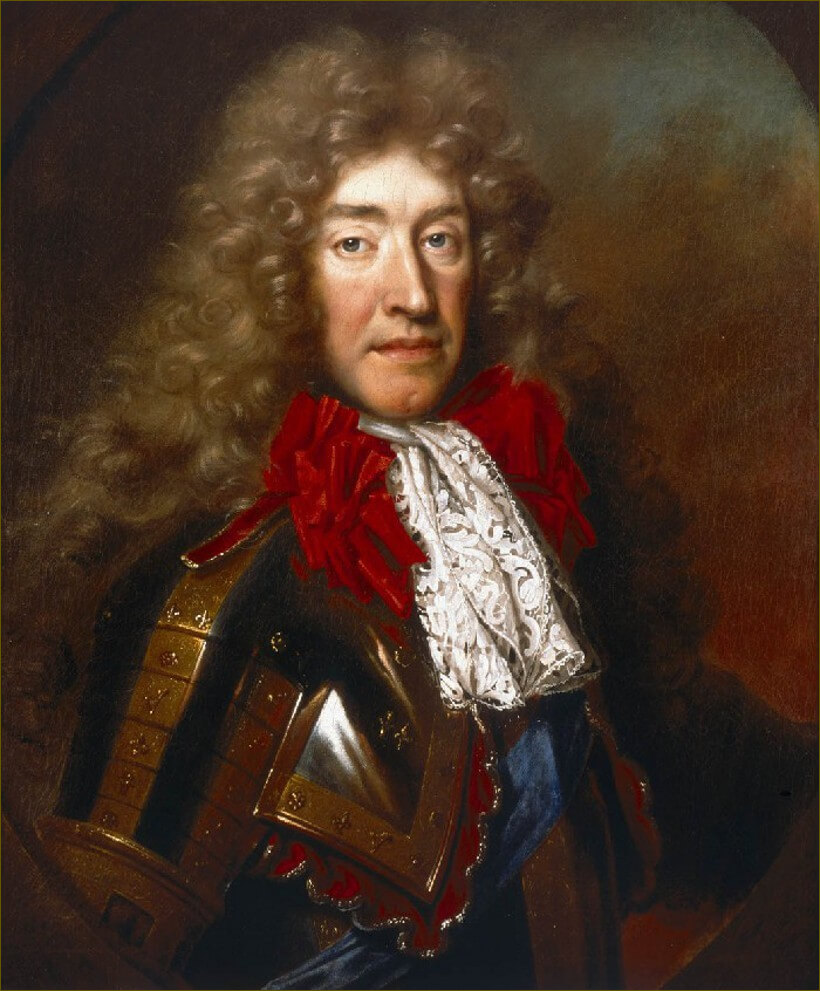
VII. Jakab skót király

Jakab katolikusokat helyezett a kormányzat kulcspozícióiba és a "gyülekezetecskéken" való részvételt halállal büntette. Semmibe vette a parlamentet és kikényszerítette a katolikusok egyenjogúságát, amivel elidegenítette magától protestáns alattvalóit. Kijelölt örököse egy ideig protestáns lánya, Mária volt, aki a holland Orániai Vilmoshoz ment feleségül, de 1688-ban fia született és egyértelművé vált, hogy politikája halála után is fennmarad. Az angol arisztokrácia behívta Vilmost, aki partraszállt Angliában, mire Jakab elmenekült. Az ún. "dicsőséges forradalom" majdnem vértelenül zajlott le. Míg az angol parlament úgy vette, hogy menekülésével a király lemondott a koronáról, így azt fel is ajánlották Vilmosnak és Máriának, Jakab skót királyként nem menekült el az ország földjéről. Így a rendek gyűlésén meghatározták az uralkodói kötelességet, majd megállapítva hogy Jakab ezeknek nem tett eleget, trónfosztottnak nyilvánították. A Vilmossal és Máriával való egyezség visszaállította a presbiteriánus rendszert és lemondatta a püspököket, akik alapvetően Jakabot támogatták. A skótoknál toleránsabb Vilmos koronázása után visszaállította az episzkopális papság egyes jogait.
A skót kormányzatban Vilmos támogatói voltak többségben, ám megmaradt egy viszonylag jelentős csoport, amely továbbra is Jakabot tartotta legitim uralkodónak. A jakobiták főleg a Felföldön maradtak erősek és több kisebb lázadást robbantottak ki. Az első felkelést John Graham, Dundee vikomtja kezdeményezte. Szinte csak felföldiekből álló serege az 1689-es killiecrankie-i csatában legyőzte ugyan Vilmos híveit, de súlyos veszteségeket szenvedett és maga Dundee is elesett az ütközetben. A vezér nélkül maradt mozgalom hamarosan elbukott.

### Gazdasági válság

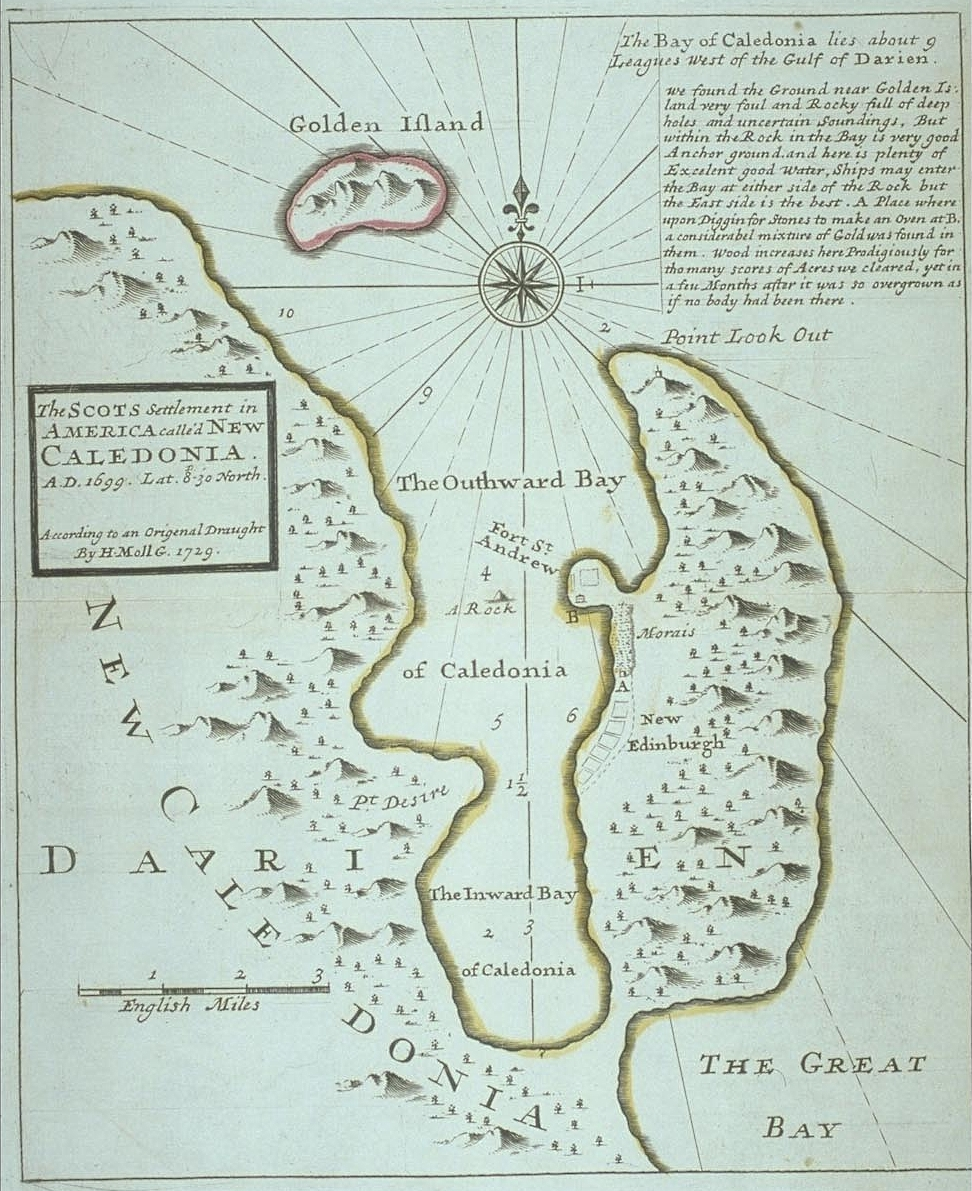
New Caledonia kolónia a Darién-öböl mellett

A restaurációt követő időszak gazdasági fellendülést hozott magával; a század utolsó évtizedében ennek vége szakadt. A francia protekcionizmus és a skót marhakereskedelem változásai miatt jelentősen visszaesett a Franciaországgal és a Balti-tenger térségével folytatott árucsere, majd ezt követően négy évben is (1695, 1696, 1698, 1699) nagyon rossz volt a termés; ez volt az ún. "hét szűk esztendő". Súlyos éhínség tört ki (különösen északon) és a lakosság tömegesen vándorolt el. 1695-ben a parlament intézkedéseket hozott a gazdasági nehézségek enyhítésére; megalapították a Bank of Scotlandot, és az Afrikai és Indiai Skót Kereskedelmi Társaság engedélyt kapott, hogy közösségi jegyzéssel szerezzen tőkét.
A Társaság jelentős tőkét invesztált William Paterson bankár ötletébe, miszerint a Panamai-földszorosnál alapítsanak gyarmatot és azon keresztül kereskedjenek a Távol-Kelettel. Az ún. Darién-terv, jelentős támogatást kapott a földbirtokosoktól és a gazdag polgároktól, akik a tengerentúli kereskedelem fellendülését várták tőle. A tőke még így is kevésnek bizonyult, ezért a Társaság a szegényebb néprétegekhez fordult, akik hazafias lelkesedéssel kevés pénzecskéjüket fektették be a tervbe, vagy maguk jelentkeztek telepesnek. Az angol kormány viszont ellenezte a tervet, mert éppen Spanyolország szövetségesei voltak a franciák ellen vívott pfalzi örökösödési háborúban, Panama pedig spanyol gyarmatnak számított. Az angol befektetők visszaléptek. A Társaságnak mégis sikerült 400 ezer fontot összegyűjtenie és 1698-ben három kis hajóraj 3 ezer telepessel elindult az Újvilágba. A vállalkozás katasztrófának bizonyult, gyenge volt a felszerelésük, szörnyű volt az időjárás, a spanyolok állandóan zaklatták őket a közeli Cartagenából, a karibi angol gyarmatok pedig nem segítették őket. 1700-ra feladták a tervet. A telepesekből csak ezren maradtak életben és csak egy hajó tért vissza Skóciába.

## 18. század

Nagy Britannia angol György-keresztből és skót András-keresztből összeállított zászlaja

A 18. század kezdetén Skócia szegény, mezőgazdaságból élő ország volt, ahol a lakosság döntő többsége vidéken élt. Még 1755-ben is csak 1,3 millió lakossal rendelkezett. A század elején elvesztette ugyan önállóságát, de az angol unió lehetővé tette, hogy kiszabaduljon a szellemet gúzsba kötő feudális maradványoktól, utat nyitott a felvilágosodásnak és lehetősége nyílott, hogy gyors ütemben fejlessze kereskedelmét és gazdaságát. Ahogyan a híres skót közgazdász, Adam Smith 1776-ben megjegyezte: "Az angol unió által Skócia középső és alsó osztályai teljes mértékben felszabadulhattak az arisztokrácia uralma alól, amely korábban mindig is elnyomta őket." Az ország lehetőséget kapott, hogy egy gyors ütemben terjeszkedő, és gazdagodó birodalom részeként felzárkóztassa gazdasági és szellemi életét. Az átalakulás két gócpontjának a gyorsan növekedő Glasgow (a dohány- és cukorkereskedelem, valamint a textilipar központja) és Edinburgh (az ország adminisztratív és szellemi közepe, ahonnan a skót felvilágosodás kiindult) bizonyult.

### Az angol-skót unió
A 18. század elejére már komolyan fontolgatták a perszonálunión túllépő tényleges politikai uniót Skócia és Anglia között. Ezáltal a skótok hozzáférhettek volna mind Anglia, mind a gyorsan gyarapodó angol gyarmatok piacaihoz. A 17. század végének gazdasági válsága után az ország gazdasága lényegében az Angliába exportált marhától és lentől függött; London pedig ezt a függőséget is felhasználva nyomást gyakorolt a skót kormányra az egyesülés érdekében. A skót parlament 1707. január 6-án megszavazta az egyesülési szerződést. Az új államot, Nagy-Britanniát létrehozó szerződés javarészt gazdasági kérdéseket tisztázott. A skót parlament és pénznem megszűnt, az adózást és kereskedelmet szabályozó törvényeket angol szabályok váltották fel. Egyebekben a skót jogrendszer és az egyház nem változott. A londoni parlament 513 alsóházi tagjához 45; a Lordok Háza 190 tagjához 16 skót csatlakozott. Ekkor Anglia lakossága ötszörösen, gazdasága 36-szorosan haladta meg a skótokét.

### A jakobita mozgalom

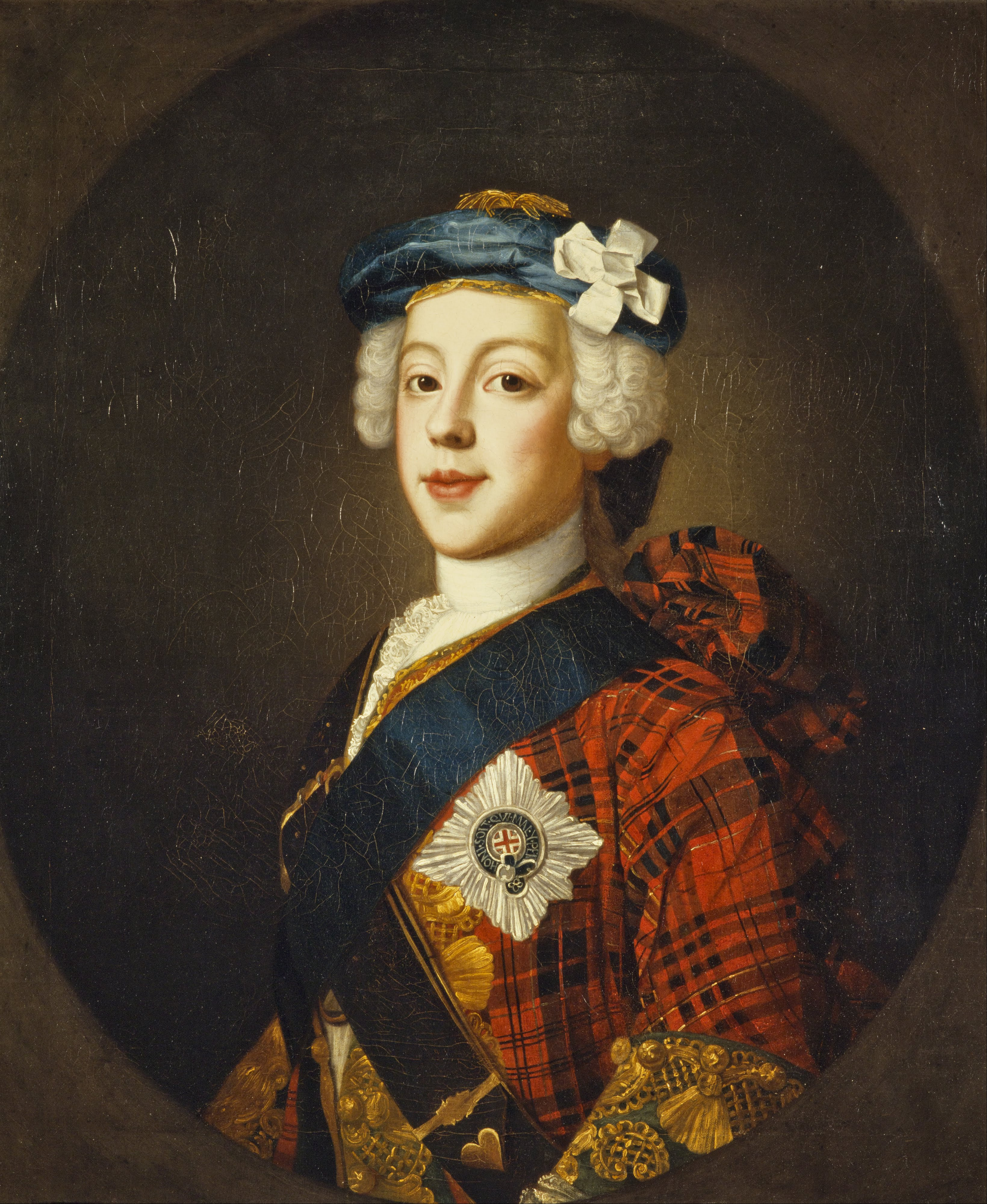
Charles Edward Stuart, a "fiatal trónkövetelő"

Az unió ellenzői körében ismét népszerűvé vált a jakobitizmus. VII. Jakab fia, James Francis Edward Stuart (az ún. "öreg trónkövetelő") már 1708-ban összegyűjtött 6 ezer embert és a francia flotta segítségével megpróbált partra szállni Skóciában, de az angol flotta elűzte. 1715-ben, amikor meghalt Anna királynő és a német I. Györgyöt hívták meg a brit trónra, egy újabb, komolyabb próbát tett. Ezúttal jobban előkészítette a felkelést, melynek során a kelta walesiek és devoniak is fellázadtak volna, de délen a kormány idejekorán letartóztatta a hangadókat. Skóciában John Erskine, Mar grófja (gúnynevén Bobbin' John) állt a jakobita klánok élére, de tehetetlen vezetőnek és rossz hadvezérnek bizonyult. Mar elfoglalta Perth-t, de hagyta hogy a gyengébb kormánypárti csapatok tartsák Stirlinget. Hadseregének egy része csatlakozott a dél-skóciai és észak-angliai felkelőkhöz, ezek azonban vereséget szenvedtek a prestoni csatában. Marnak sem sikerült kivetnie helyükről a stirlingi védőket, így amikor James elkésve partra szállt, látta hogy ügye elveszett és visszamenekült Franciaországba. 1719-ben spanyol segítséggel újabb jakobita partraszállásra került sor, de a klánok nem támogatták őket és a Glen Shiel-i csatában vereséget is szenvedtek a kormányerőktől.
1745-ben újabb jakobita felkelésre került sor. Az "öreg trónkövetelő" fia, Charles Edward Stuart (becenevén a "csinos Charlie herceg" vagy "fiatal trónkövetelő") partra szállt a Külső Hebridák egyik szigetén. Néhány klán csatlakozott hozzá és kezdetben jelentős sikereket aratott. Elfoglalta Edinburgh-t és a prestonpansi csatában legyőzte a Skóciában állomásozó kormányzati haderőt. Átvonultak Angliába, megszállták Carlisle-t és egészen Derbyig jutottak. Ekkorra azonban nyilvánvalóvá vált, hogy az angolok nem fognak támogatni egy katolikus vallású uralkodót. A jakobiták visszavonultak Skóciába, mivel két angol hadsereg közelített hozzájuk, sőt Hannoverből is érkeztek csapatok. Charles Stuart elvesztette Edinburgh-t, nem sikerült bevennie Stirlinget, így északra, Inverness felé vonult vissza. A II. György harmadik fia, Vilmos herceg által vezetett angol hadsereg 1746 áprilisában érte utol és a jakobiták Cullodennél megsemmisítő vereséget szenvedtek. Charles herceg még néhány hónapig a Felföldön bujkált, majd visszamenekült Franciaországba. Nagy-Britanniában maradt támogatóit kivégezték vagy súlyos börtönbüntetésre ítélték, és Franciaországot is el kellett hagynia, amikor Párizs felhagyott a támogatásával. A jakobiták ügye 1807-ben, Charles herceg öccsének, Henry Benedict Stuart halálával ért zárult le véglegesen.

### A jakobita felkelés után

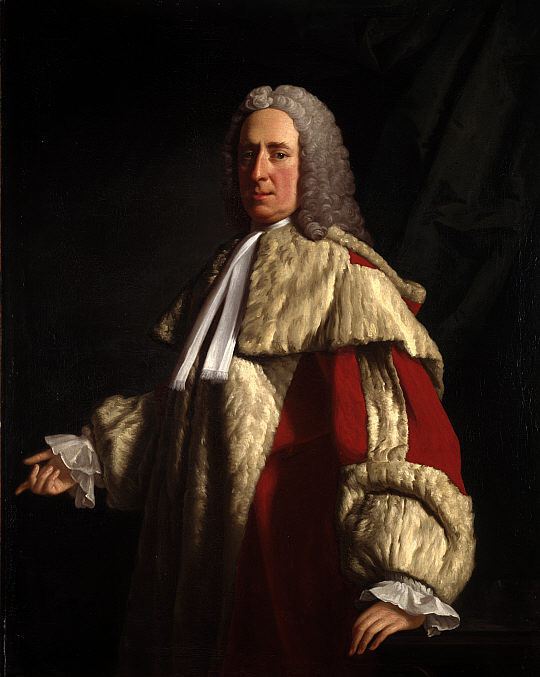
Archibald Campbell, Argyll hercege

A kudarcba fúlt jakobita felkelés után a gyors ütemben terjeszkedő Brit Birodalom számos ígéretes karrierlehetőséget kínált az ambiciózus felső- és középosztálybeli skótok számára, akik ezrével (főleg az alföldiek közül) csatlakoztak a brit hadsereghez, flottához, közigazgatáshoz, vettek részt a kereskedelmi, ipari, gyarmati vállalkozásokban. A skót katonákat különösen magasan értékelték; a hadügyminiszer 1751-es szavai szerint, "annyi skótot szeretnék a hadseregünkben, amennyit csak lehet... mert általában szívósabbak és kevésbé lázonganak". Az angol értelmiség ellenségesen fogadta a kormányzat azon törekvését, hogy a skótokat minél jobban bevonják a közigazgatásba és politikai életbe. Gyalázkodó röpiratok és durva tréfák születtek, mint pl. Samuel Johnson szótárában a zab definíciója: "olyan gabona, amit Angliában általában a lovakkal etetnek, de Skóciában az emberek tápláléka." (amire Lord Elibank azt reagálta: "Valóban, és hol másutt találsz olyan embereket és olyan lovakat?"
A 18. század második felében a skót politikát a whig párt dominanciája alakította. Az amerikai forradalom során a skótok a király lelkes támogatói voltak. A század végén a politikai élet teljesen Henry Dundas, az ifjabb William Pitt bizalmasa irányítása alá került, aki kíméletlen manipulációkkal fogta vissza a társadalom és a szellemi élet fejlődését.
Az állami közigazgatás legalsó szintjét ekkoriban az egyházzal közös egyházközség jelentette. Ennek vezetői az erkölcstelennek ítélt viselkedést – mint a paráználkodás, részegeskedés, feleségverés, káromkodás – nyilvános megszégyenítéssel büntették. A földbirtokosok és szolgáik azonban nem tartoztak az egyházközség felügyelete alá. Ez a rendszer 1800 után fokozatosan elvesztette jelentőségét és 1850-re a legtöbb helyen fel is számolták.

### A klánrendszer megszűnése

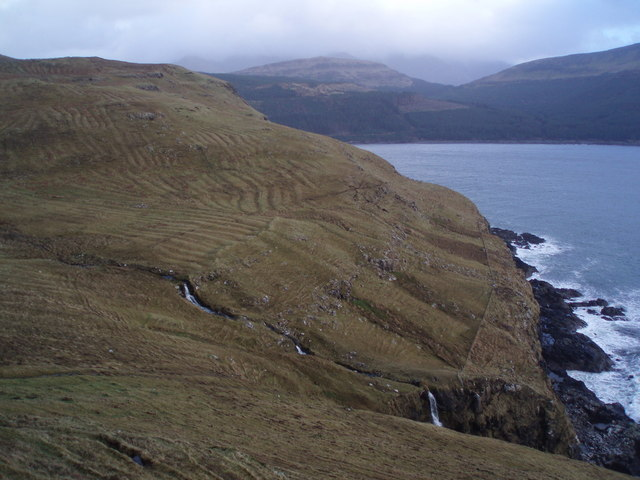
Nadrágszíjparcellák (run rig) maradványai Skye szigetén

A Felföld és a nyugati szigetek klánjai mindig is sok gondot okoztak a skót uralkodóknak. A 17. században VI. Jakab az ionai statútumokkal próbálta beintegrálni a klánvezetőket a skót társadalomba. A 18. század második felére a klánvezérek egyfajta pátriárkákból lassan, fokozatosan modern földbirtokossá váltak. Bérlőiktől már nem természetben, hanem pénzben kérték a földbérletet.:11–17 Argyllban az 1730-as évekre általános gyakorlattá vált, hogy a herceg haszonbérletbe adta ki a földjeit és szakított a dùthchas ősi hagyományával, amely előírta, hogy a klánvezérnek földet kell juttatnia a klán tagjainak.:41 Egyre gyakoribbá vált, hogy a pénzügyekben járatlan felföldi arisztokrácia súlyosan eladósodott és alföldi vagy angol pénzemberektől vettek fel hiteleket. Amikor ezeket nem tudták fizetni, földjeiket lefoglalták. A 19. század közepére a valamikori klánbirtokok nagy része külső kezekbe jutott.:105–107:1–17:37-46, 65-73, 131-132
Az 1745-ös jakobita felkelés volt az utolsó alkalom, amikor még jelentősége volt annak, hogy a felföldi klánok igen gyorsan tudtak fegyveres csapatokat kiállítani. Vereségük után harciasságuk lelohadt; ezt a folyamatot a kormány által hozott büntetőintézkedések csak fokozták. Ezek közé tartozott az az 1746-ban hozott törvény, amely megfosztotta a klánvezéreket bírói jogosultságuktól; bírósági ítéletet ezentúl csak a törvényszékek hozhattak; valamint a felkelésben részt vevő 41 nemes birtokait elkobozták és hitelezőik között elárverezték azokat.
Jelentős változást okozott a társadalomban, hogy az 1770-es évektől a földbirtokosok nem az ún. tacksmanoknak (alacsonyabb rangú nemesek, gyakran klántagok vagy rokonok) adták bérbe a földet, hanem közvetlenül a földet megművelő parasztokkal kötöttek szerződést, mert így nagyobb bérleti díjra tehettek szert. A jövedelem nélkül maradt tacksmanok jobbára a gyarmatokra emigráltak.:50:173 Az 1760-1850 közötti időszakban a Felföldön is lejátszódott az a folyamat, amely Angliában és a skót alföldön már jóval előbb végbement. A földbirtokosok jóval nagyobb jövedelemhez jutottak, ha felmondták bérlőikkel a szerződést és birkákat tenyésztettek. Bérlők tömegei vesztették el a megélhetésüket és kényszerültek arra, hogy napszámosként dolgozzanak, elmenjenek halásznak vagy – különösen a Hebridákon – hínártermesztőnek. Sokan idénymunkásként az alföldi régióban dolgoztak, átvéve az ottani szokásokat és nyelvet (főleg az angolt, amelyet bárhol használni tudtak az országban).:135, 110–117

### Az iparosodás kezdetei

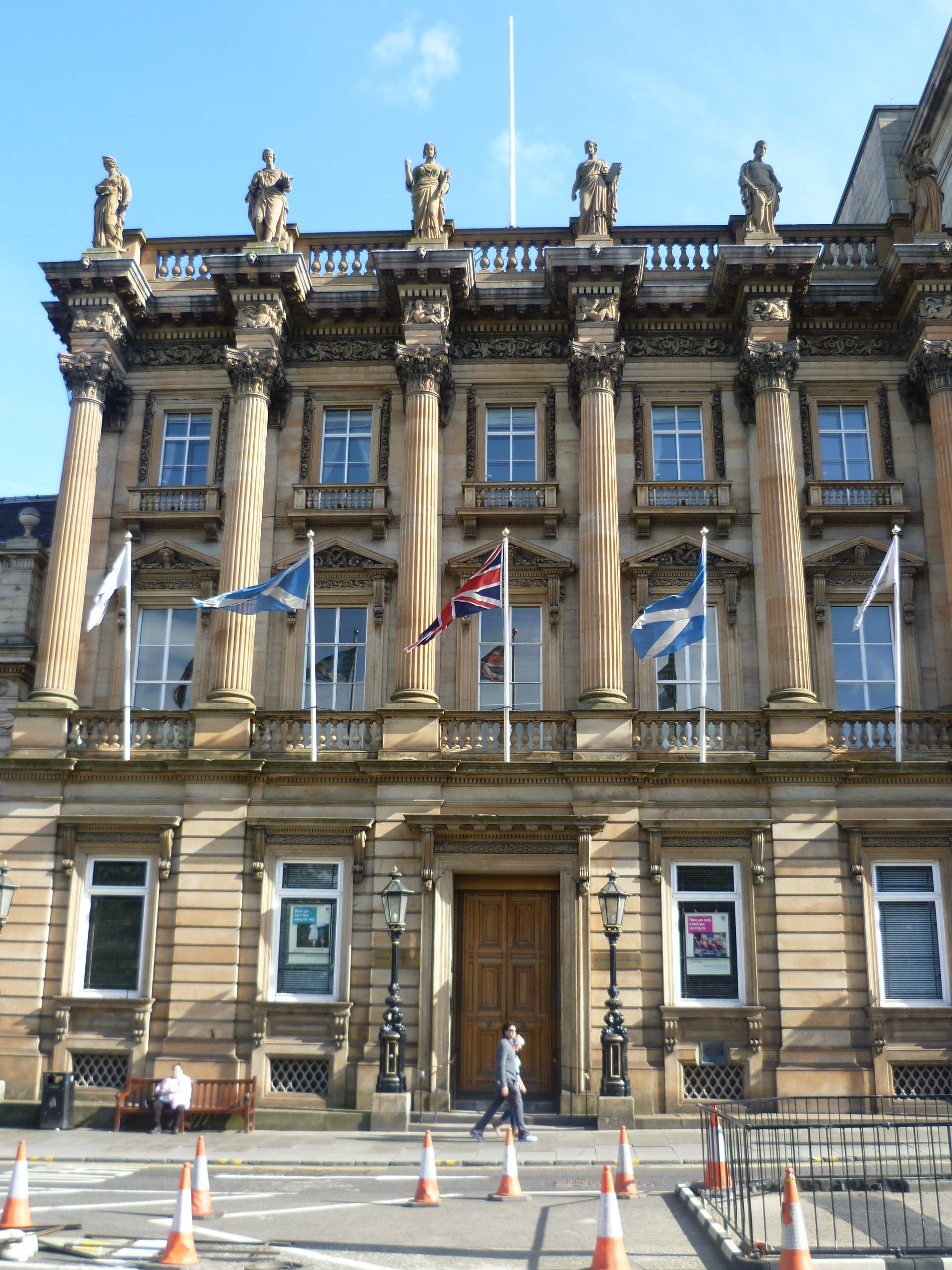
A Brit Lenbank régi székháza Edinburgh-ban (ma a Skót Banké)

Skócia sokáig szegény agrárország maradt, elsődleges exporttermékei az angoloknak eladott len és szarvasmarha maradtak. Glasgow-ban virágzó dohánykereskedelem alakult ki, amely azonban összeomlott az amerikai forradalom után, mivel az amerikai kikötőket a brit flotta blokád alá vonta. Hamarosan sikerült azonban átváltani a karib-tengeri gyarmatok termékeire: onnan dohányt és cukrot hoztak be, nekik pedig lent és heringet adtak el.
A skót gazdaságpolitika arra törekedett, hogy ne versenyezzen az angol iparral, hanem kiegészítse azt. Mivel az angolok a gyapjúszövet készítésére specializálódtak, a skótok a lentermesztést és -feldolgozást választották; ez megfelelő alapot biztosított később  pamutból és jutából készült termékek gyártásához. Kormányzati támogatással a lenfeldolgozók ki tudták szorítani a német konkurenciát és – főleg az amerikai gyarmatokon – tekintélyes részt tudtak szerezni a textilek piacából. A legnagyobb ilyen kereskedőcég, az 1746-ban alapított British Linen Company eredetileg Amerikába exportált lentermékeket. A társaság, amelynek részvényei gyakorlatilag bankjegyként funkcionáltak fokozatosan elkezdett más lengyártók hitelezésével, leszámítolásával foglalkozni. Az 1770-es évekre már a banki tevékenység volt a fő profilja, és hamarosan csatlakozott az edinburgh-i Bank of Scotland-hoz és a Royal Bank of Scotland-hoz. A század végére már több mint 400 fiókkal rendelkeztek. Gazdaságtörténészek szerint a skót bankok flexibilitása és dinamizmusa jelentősen hozzájárult az gazdaság 19. századi gyors növekedéséhez. Max Weber is felvetette hogy a puritán presbiterianizmus és a protestáns munkaerkölcs is nagy szerepet játszott a skót gazdaság felemelkedésében; újabban hangsúlyozzák az Angliában kifejlesztett modern technológiák gyors adaptálását és mobilis, olcsó munkaerő meglétét is.

### Vallás

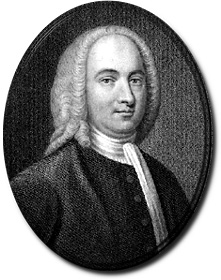
Ebenezer Erskine, a szecesszionista egyház egyik megalapítója

Az 1690-es években a presbiteriánus egyház hadjáratot folytatott a katolikusok és episzkopálisok ellen, de a szélsőséges irányzatot idővel felváltotta a mérsékelt szárny, amely túlsúlyba jutott, különösen a liberálisabb szellemiségű városokban. A 18. század elején a skót egyház a mérsékelt és keményvonalas, ún. evangélikus irányzatok mentén több részre szakadt. Egy 1712-es rendelet, mely megengedte, hogy a gyülekezet helyett a helyi földesúr válassza ki a lelkészt, nagy csapást mért az evangélikusok ügyére. 1733-ban aztán olyan lelkészek vezetésével, mint pl. Ebenezer Erskine az evangélikus gyülekezetek elszakadtak az egyháztól és megalakították saját szervezetüket, az Egyesült Szecesszionista Egyházat. 1761-ben újabb kiválásra került sor, ekkor a Megszabadulás Egyházát alapították meg (idővel egyesült a szecesszonistákkal). A fő presbiteriánus egyház ezzel biztosan a mérsékeltek kezébe került, amely támogatta a felvilágosodás eszméinek terjedését.
Eközben Skócia eldugottabb részein, ahová nem jutottak gael nyelven beszélő papok, főleg a Felföldön és a nyugati szigeteken, továbbra is megmaradtak a kereszténység régi formái, sőt bizonyos pogány eredetű, animista színezetű babonák is. A század végére javarészt ezek is eltűntek, részben a presbiteriánus misszionáriusok erőfeszítései, másrészt a hagyományos társadalom felbomlásának következtében. A korábban is inkább a nehezen elérhető helyekre visszavonult katolicizmus helyzete a levert jakobita felkelés után tovább romlott. Hasonló volt a helyzet a többségében a Stuartokat támogató episzkopálisok esetében is, akik a felkelés után elvesztették vagyonukat.

### Szellemi élet

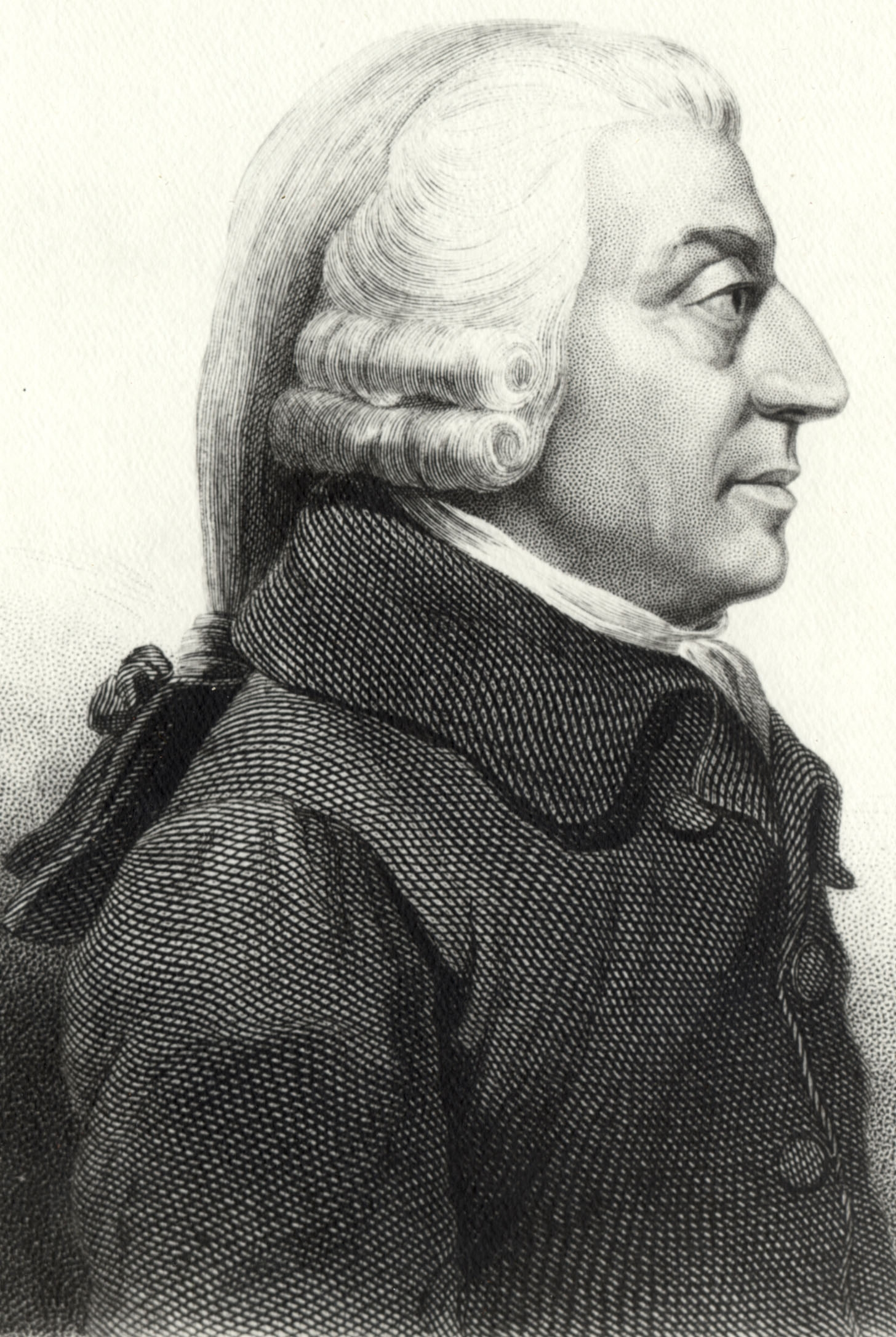
Adam Smith, a modern közgazdaságtan atyja

A skót értelmiség lelkesen fogadta a felvilágosodás eszméit. A nagyobb városokban egyetemek, olvasókörök, könyvtárak, múzeumok, szabadkőműves páholyok nyíltak. A szellemi élet eszmeiségében liberális kálvinistának, newtoninak, a Teremtés tervszerűségét előtérbe helyezőnek volt mondható. Voltaire is megmondta, hogy: "civilizációs eszméinkért Skóciára tekintünk"; míg a skótok a francia filozófusokhoz fordultak új gondolatokért. A skót felvilágosodás első jelentős gondolkodójának Francis Hutcheson, a Glasgow-i Egyetem filozófiai tanszékvezetőjét tartják, aki sokat tett a tudományos módszertan kifejlesztéséért a tudás, a bizonyíték, a tapasztalat és az ok-okozati kapcsolat természete terén végzett gondolatmeneteivel. Pártfogoltjai, David Hume és Adam Smith világszerte ismertté tették a skót filozófusokat. Hume a filozófia szkeptikus és empirikus ágazatának volt egyik alapítója; társaival (James Burnett, Adam Ferguson, John Millar és William Robertson) együtt megalkották – ahogyan ő nevezte – "az ember tudományát". A mai szociológia jórészt az ő mozgalmuk nyomán született meg. Hume nézetei nagy hatással voltak James Madisonra és így a megszülető Amerikai Egyesült Államok alkotmányára. Adam Smith A nemzetek gazdagsága c. művével tett hírnévre, amellyel megalapozta a modern közgazdaságtant. A brit gazdaságpolitikára gyakorolt közvetlen hatásán túl még a 21. században is idézik a globalizációról, a vámrendszerekről szóló vitákban. A természettudományok terén vált ismertté William Cullen vegyész és orvos, a mezőgazdász és közgazdász James Anderson, a vegyész és orvos Joseph Black, a természetbúvár John Walker vagy James Hutton, az első modern geológus.

#### Irodalom

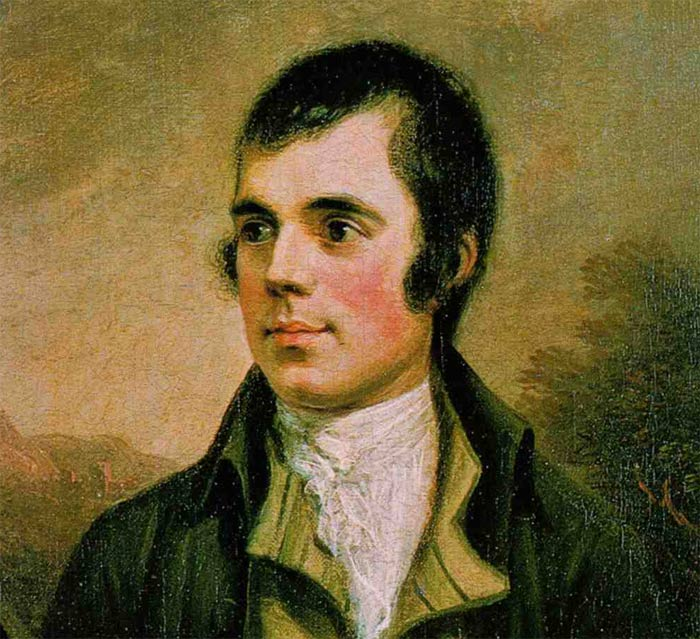
Robert Burns, a skótok nemzeti költője

#### Oktatás

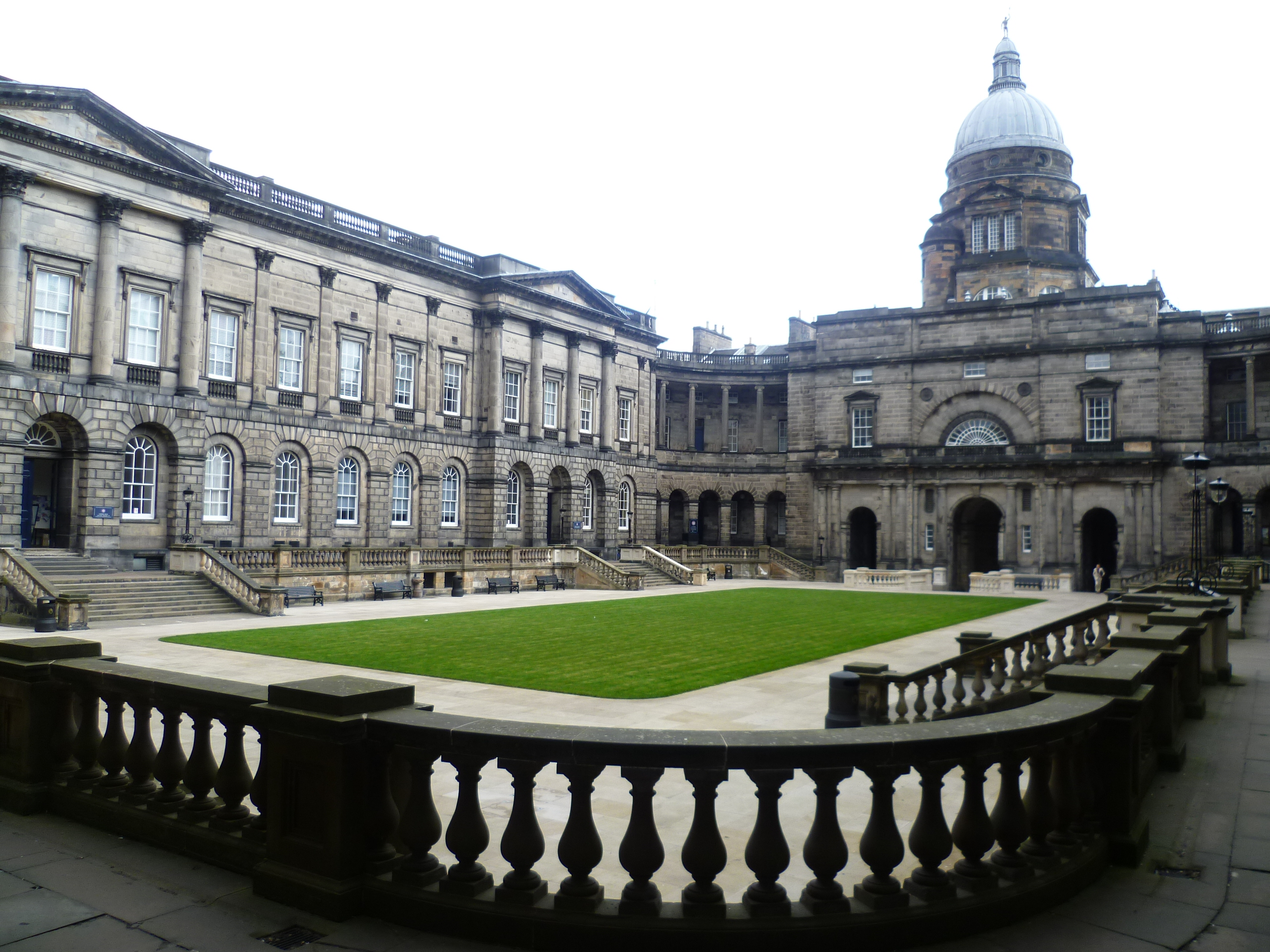
Az Edinburg-i Egyetem Régi Kollégiuma 1789-ben épült

A reformáció egyik törekvése volt, hogy minden egyházközségben nyissanak iskolát; ezt a skót parlament 1696-os rendelete is előírta. Vidéken a földbirtokosok kötelessége volt iskolát építeni és fizetni a tanárt, míg a lelkész és a presbiter felügyelte az oktatás minőségét. Az igazgató (dominie) gyakran egyetemi diplomával is rendelkezett és nagy tiszteletnek örvendett. Az egyházi iskoláknak inkább az alföldi falvakban volt nagy jelentőségük; a Felföldön, a szigeteken vagy az iparosodott városokban másodlagosnak bizonyultak. Az oktatás nyelve az angol volt, mert a gaelt a katolicizmus maradványának tartották. A nagyvárosokban, mint Glasgow-ban a katolikus egyház is tartott fenn iskolákat, ahol vagy papi vagy egyéb középosztálybeli pálya felé irányították a diákokat.
A 19. században elterjedt nézet szerint a skót gyerekek iskolázottabbak voltak, mint más nemzetekéi (különösen az angolok) és sok szegény gyereknek sikerült az oktatás révén magas állásokba jutnia. Valójában a skótok általánosságban nem voltak műveltebbek a nyugat-európaiaknál. A falusi iskolákban csak annyit vártak el, hogy a diákok megtanulják olvasni a Bibliát; az írástanulásért külön kellett fizetni, így az emberek kb. fele nem tanult meg írni. A szegény gyerekek többsége 11–12 éves korára befejezte a tanulást. A tehetségesebbek a gazdagok szponzorálásával elvégezték az egyetemet, de többnyire rosszul fizetett tanárként vagy lelkészként végezték.
A 18. század végén Skóciának öt egyeteme volt: az Edinburgh-i, a Glasgowi, a St. Andrews-i, valamint az aberdeeni King's College és Marischal College (Angliának csak kettő). Eredetileg csak teológiát és jogot oktattak, de a 17. századi vallási és politikai zűrzavart követően felvették repertoárjukba a közgazdasági és természettudományos tárgyakat is. A nemesek és gazdag polgárok fiai magas színvonalú, liberális szellemű oktatásban részesülhettek. Az egyetemek hamarosan a orvostudomány és a felvilágosodás filozófiájának központjaivá váltak.

## 19. század

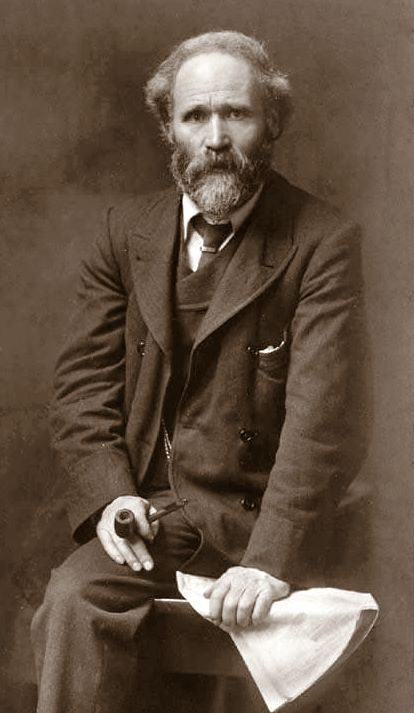
Keir Hardie

A sokáig a mezőgazdaságon alapuló skót gazdaság 1790 után gyors ütemben kezdett iparosodni. A főleg a nyugati országrészbe települő ipar alapvetően a pamutfonásra és -szövésre specializálódott, ám az 1861-ben kezdődő amerikai polgárháború elvágta gyapotforrásaitól, válságba került, amiből igazából később sem tudott kikerülni. Helyét a bőséges és könnyen kitermelhető kőszénkészletekre alapozva a gépgyártás, hajó- és vasúti szerelvénygyártás vette át; ezeken a területeken Skócia a világ élvonalába került. A lakosság a 19. században a kivándorlás ellenére majdnem megháromszorozódott: az 1801-es 1,6 millióról 1901-re 4,5 millióra nőtt.

### Pártpolitika
Az 1832-es választási reform megnövelte Skócia képviselőinek a számát a londoni parlamentben és elérhetővé tette a választásokon való indulást a középosztálybelieknek is. A század további részében a whigek és a liberálisok dominálták a skót képviselői helyeket, bár általában – az angol és walesi konzervatívoknak köszönhetően – ezek a pártok kisebbségben maradtak Londonban. 1852-1855 között a skót születésű, de angol neveltetésű Lord Aberdeen volt a miniszterelnök, de kormányában a skótok alig reprezentálták magukat. A század közepétől kezdve egyre többen követelték Skócia önkormányzatiságát, míg végül az 1885-ben kormányra jutott konzervatív Lord Salisbury újjáalakította az 1746-ban megszüntetett skót minisztériumot. Az 1868 és 1894 között négy alkalommal kormányt alakító miniszterelnök, William Gladstone is skót felmenőkkel büszkélkedhetett. A liberálisok közül Archibald Primrose vezethette elsőként a Brit Birodalom kormányát 1894-95 között, bár Aberdeenhez hasonlóan ő is angol iskolákban tanult. A század végén az ír önkormányzat körüli viták miatt a Liberális Unionista Párt elszakadt a Liberális Párttól. A munkásosztály létszámának növekedése és a szocialista eszmék terjedése következtében Keir Hardie 1888-ban megalapította a Skót Munkáspártot (később átalakult Független Munkáspárttá, majd beolvadt a Munkáspártba).

### Ipari fejlődés

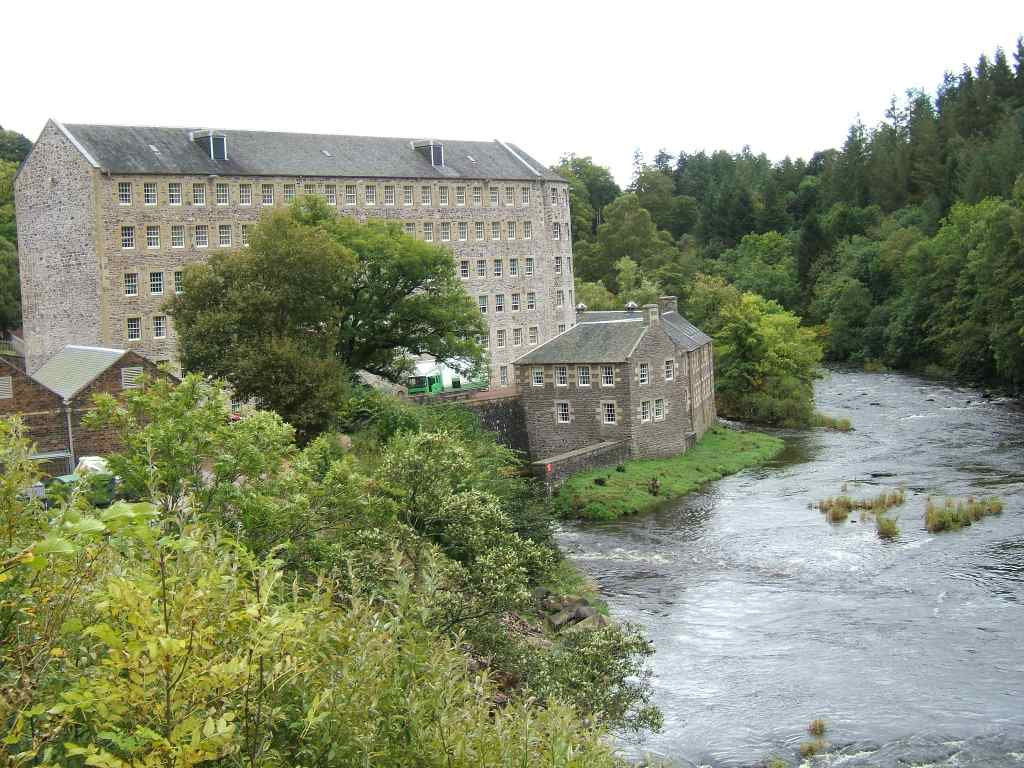
Pamutfonoda a Clyde folyó mentén

A 19. században a Brit Birodalom világelső volt a vasutak építésében. Skóciában az első vonal 1831-ben készült el Monkland és Kirkintilloch között. Az 1840-es évek végére sűrű hálózat épült ki utasok, valamint az ipari és mezőgazdasági termékek szállítására. A szállítási költségek csökkentésével a skót termékeket –  mint a szenet, marhahúst és tejet – egész Nagy-Britanniában versenyképes áron adhatták el. A vasút tette lehetővé, hogy az Aberdeen angus marhafajta az egész világon ismertté váljék. 1900-ra Skócia már több mint 5 ezer km-nyi vasúttal rendelkezett.

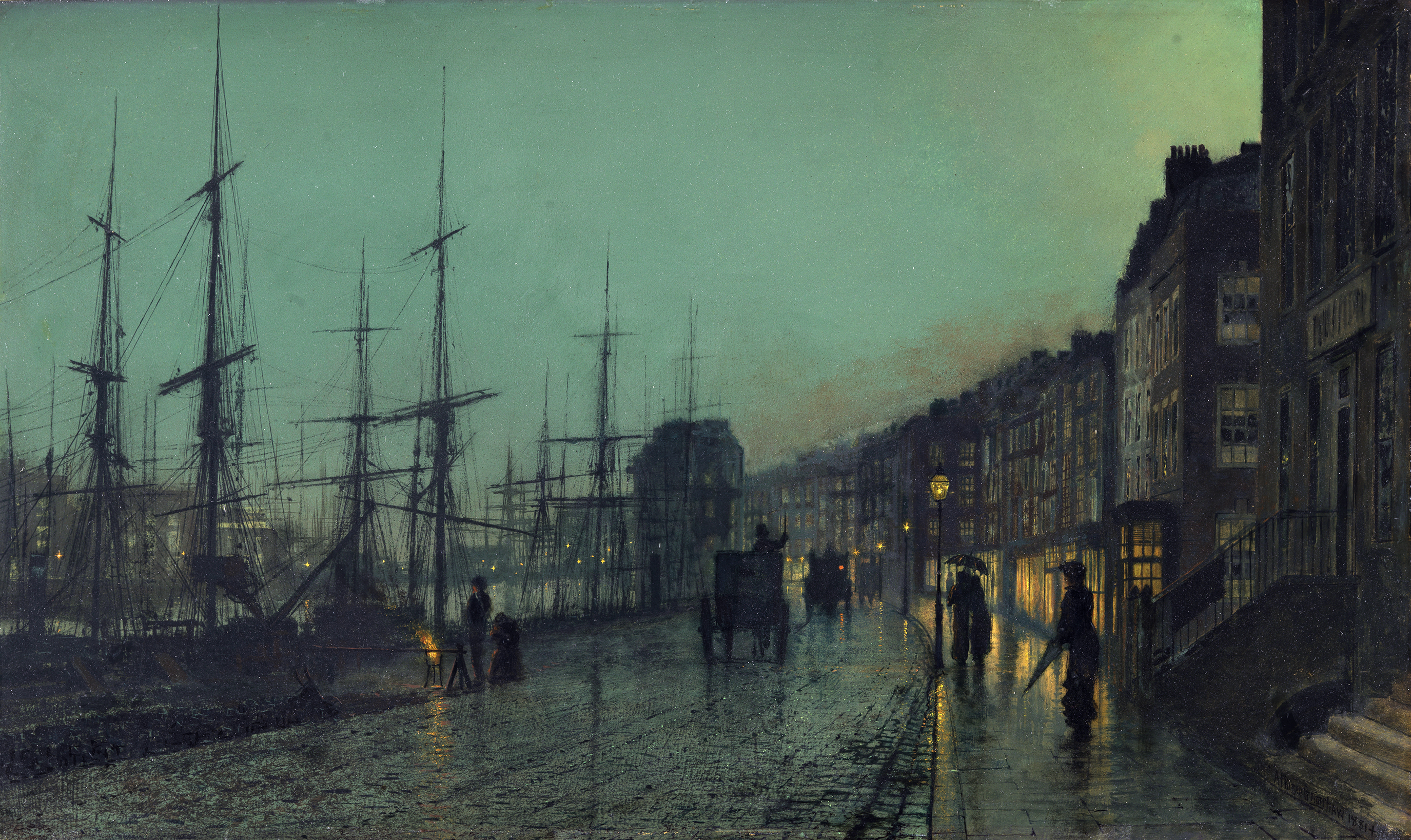
Hajók a Clyde-on (John Atkinson Grimshaw képe, 1881.

1800-ban Skócia már Európa legurbanizáltabb nemzetei közé tartozott. Az ún. "ipari öv" az ország délnyugati részétől az északkeletiig húzódott. A négy legiparosodottabb megye (Lanarkshire, Renfrewshire, Dunbartonshire és Ayrshire) tette ki a népesség 44%-át. Glasgow a világ legnagyobb városai közé került, a birodalomban második volt London után. Az első hajóépítő műhelyeket a Clyde folyón 1712-ben alapították. 1860 után a glasgow-i hajógyárak a vasból (1870 után acélból) készült gőzhajókra specializálódtak, amelyek hamarosan felváltották a hagyományos fahajókat mind a kereskedelemben, mind a hadászatban. Glasgow a világ egyik legnagyobb hajóépítő központjává fejlődött, a Clyde-on épült a minőség védjegyévé vált.
Az ipar fejlődés olyan gyors volt, hogy – bár a gyártulajdonosok hatalmas vagyonokat gyűjtöttek – a lakásépítés, városfejlesztés, közegészségügy messze elmaradt mögötte. Jó ideig a nagyvárosok szegénynegyedeiben hírhedten rosszak voltak az életkörülmények; a munkások túlzsúfolt szobákban laktak, terjedt körükben a tüdővész és igen magas volt a gyermekhalandóság. A gyárak olcsó lakások építésével igyekeztek magukhoz csábítani a munkaerőt; ezek a nyomornegyedekhez képest hatalmas előrelépést jelentettek. A gyártulajdonosok felhasználták a kormány lakásépítési támogatásait, legértékesebb munkásaiknak pedig segítették jobb otthonhoz jutni.

### Szellemi élet

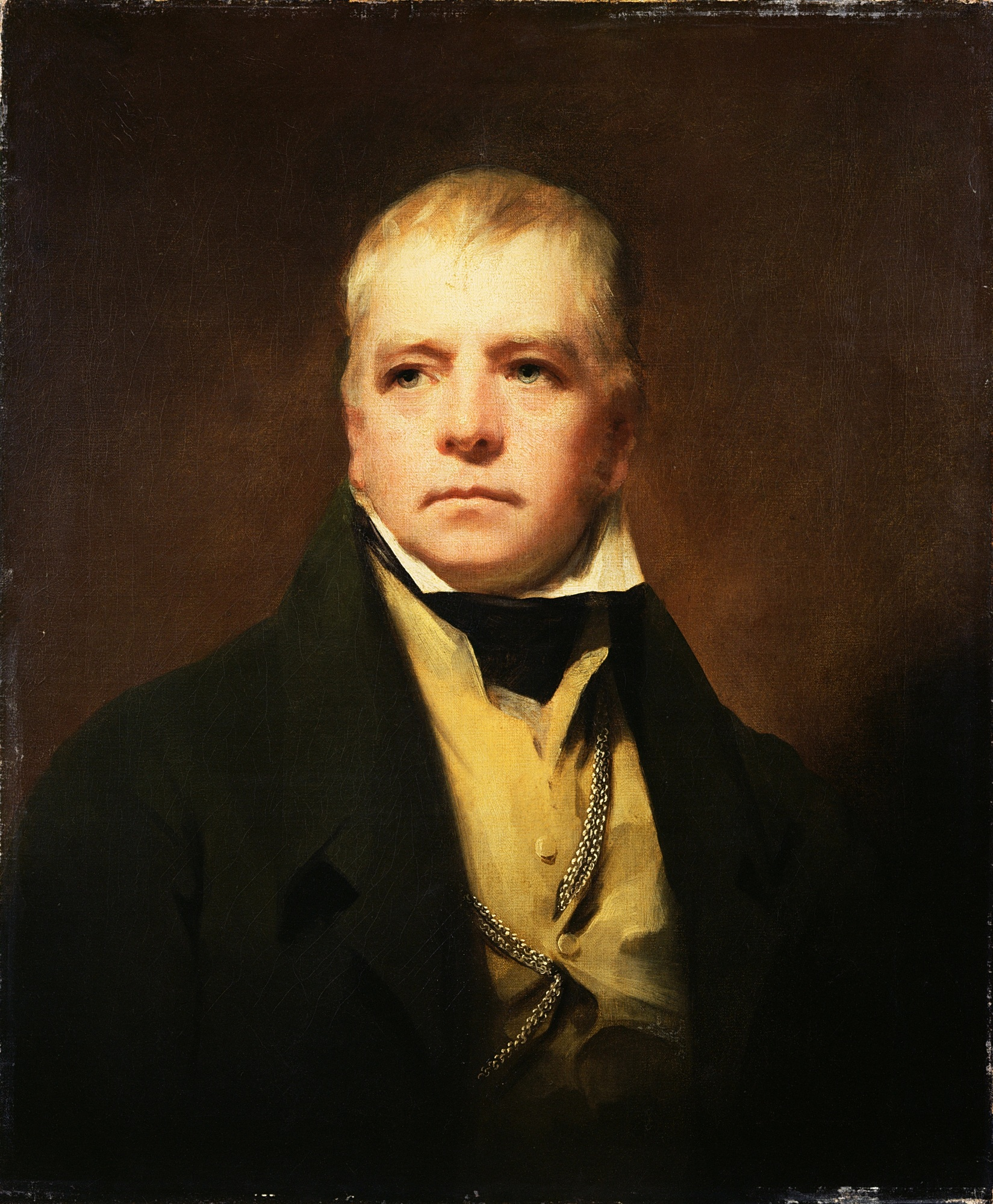
Walter Scott

Bár a skót felvilágosodás a 18. század végén lezárult, a skótok a következő több mint ötven évben számarányukhoz képest továbbra is igen sokkal járultak hozzá a Brit Birodalom szellemi és tudományos életéhez. A természettudományokban a fizikus James Clerk Maxwell és Lord Kelvin, a mérnöki tudományokban James Watt és William Murdoch szerzett múlhatatlan érdemeket. Az irodalomban Walter Scott vált rendkívül népszerűvé, aki költőként kezdte pályafutását és számos balladát is gyűjtött. Első prózai művét, az 1814-es Waverley-t az első történelmi regényként is emlegetik. Munkásságával sokat tett a skót kulturális identitás megteremtéséért és népszerűsítéséért. A század második felében is születtek skót írók tollából olyan művek, amelyek nemzetközi elismertségre tettek szert. Közéjük tartozik Robert Louis Stevensontól a Dr. Jekyll és Mr. Hyde és A kincses sziget; Arthur Conan Doyle-tól pedig a Sherlock Holmes-történetek. A századvégi kailyard-iskola ismét divatba hozta a népmeséket és a meseszerű történeteket, mint például J. M. Barrie Pán Péteree vagy George MacDonald Phantastes-je, a fantasy egyik előfutára.
A skótok jelentős szerepet játszottak az építészet és a képzőművészet fejlődésében is. A 19. végén alapított glasgow-i iskola a különböző irányzatok keverésével az egyik alapítója volt a szecessziós stílusnak. Alkotói közül az ún. négyek csoportját lehetne kiemelni: Charles Rennie Mackintosh építészt; feleségét Margaret MacDonald festőt és üvegművészt; Margaret nővérét, Frances MacDonaldot és az ő férjét, Herbert MacNair-t, akik mindketten festettek.

#### Vallás és egyházpolitika

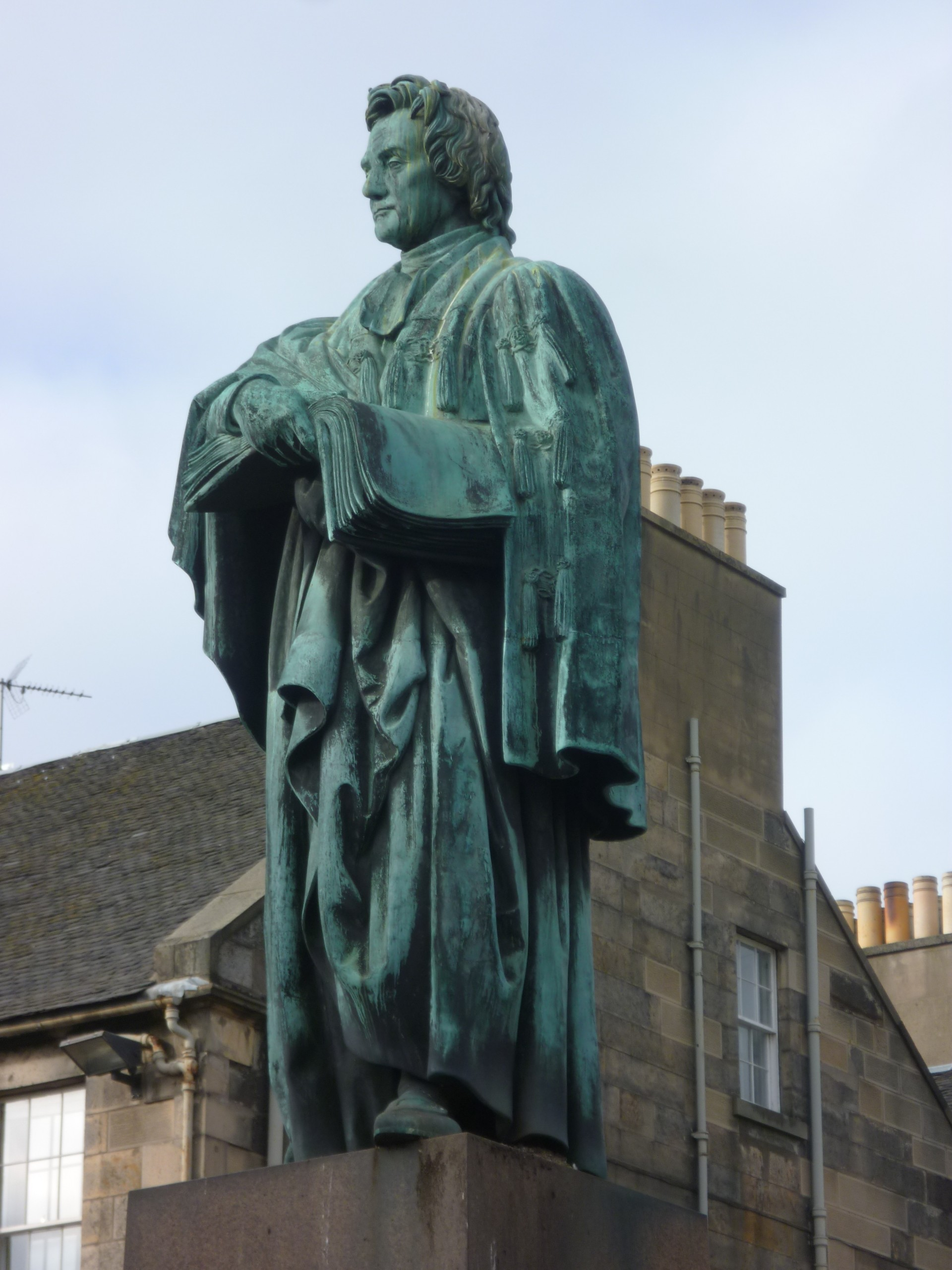
Thomas Chalmers szobra Edinburgh-ban

Több éves küzdelem után az evangélikusoknak 1834-ben sikerült többséget szerezniük a Skót Egyház vezetésében és áterőltették a vétórendeletet, amely megengedte hogy a gyülekezetek visszautasítsák a földbirtokos által kinevezett lelkészt. Ezt tíz évig tartó pereskedés követte, melyben a rendelet támogatói, az "antiintruzionisták" vereséget szenvedtek és 1843-ban Thomas Chalmers vezetésével az egyháztól elszakadva megalapították Skócia Szabad Egyházát. Nagyjából a lelkészek harmada (főleg a felföldiek és az északiak) csatlakozott hozzájuk. A Szabad Egyház inkább hajlott elfogadni a gael nyelvet és hamarosan sok hívet szerzett a Felföldön és a nyugati szigeteken. A szociálisan érzékeny, a nagyvárosok társadalmi szétforgácsolódottságát kárhoztató Chalmers az egyenlőségen alapuló, önálló kisközösségek híve volt, ahol egyformán elismerték a gyülekezet tagjainak egyéni jogait és a közösségi együttműködés szükségességét is. Nézeteit az 1870-es évekre a nagy presbiteriánus egyház is átvette.
A 19. század végén egyre hevesebbé vált a fundamentalista kálvinisták és a Bibliát nem szó szerint értelmező, liberális teológusok vitája. Emiatt újabb egyházszakadásra került sor, amikor 1893-ban a fundamentalisták kiváltak a Szabad Egyházból és megalapították a Szabad Presbiteriánus Egyházat. A korábbi szakadárok viszont egyesültek: előbb a szecesszionisták 1820-ban, majd ugyanezek 1847-ben a Megszabadulás Egyházával alapították meg az Egyesült Presbiteriánus Egyházat, amely aztán 1900-ban a Szabad Egyházzal alakította meg Skócia Egyesült Szabad Egyházát. Miután 1929-ben letörölték a földesúri patrónusi rendszert, a Szabad Egyház tagjainak jelentős része visszatért a Skót Egyházhoz.
A katolikusokat egyenrangúsító 1829-es törvény, majd a burgonyavészt követő ír bevándorlási hullám (főleg Glasgow-ba és más síkvidéki ipari központokba) megváltoztatta katolikus egyház helyzetét is. 1878-ban a tiltakozások ellenére újjászervezték a római katolikus egyházi hierarchiát, elismerve, hogy a katolikusok az ország jelentős felekezeti közé emelkedtek. 1804-ben az anglikán egyház autonóm szárnyaként újjáalakult az episzkopális egyház; majd megjelentek és számos hívet szereztek maguknak a baptisták, a kongregacinalisták és a metodisták is.

#### Közoktatás

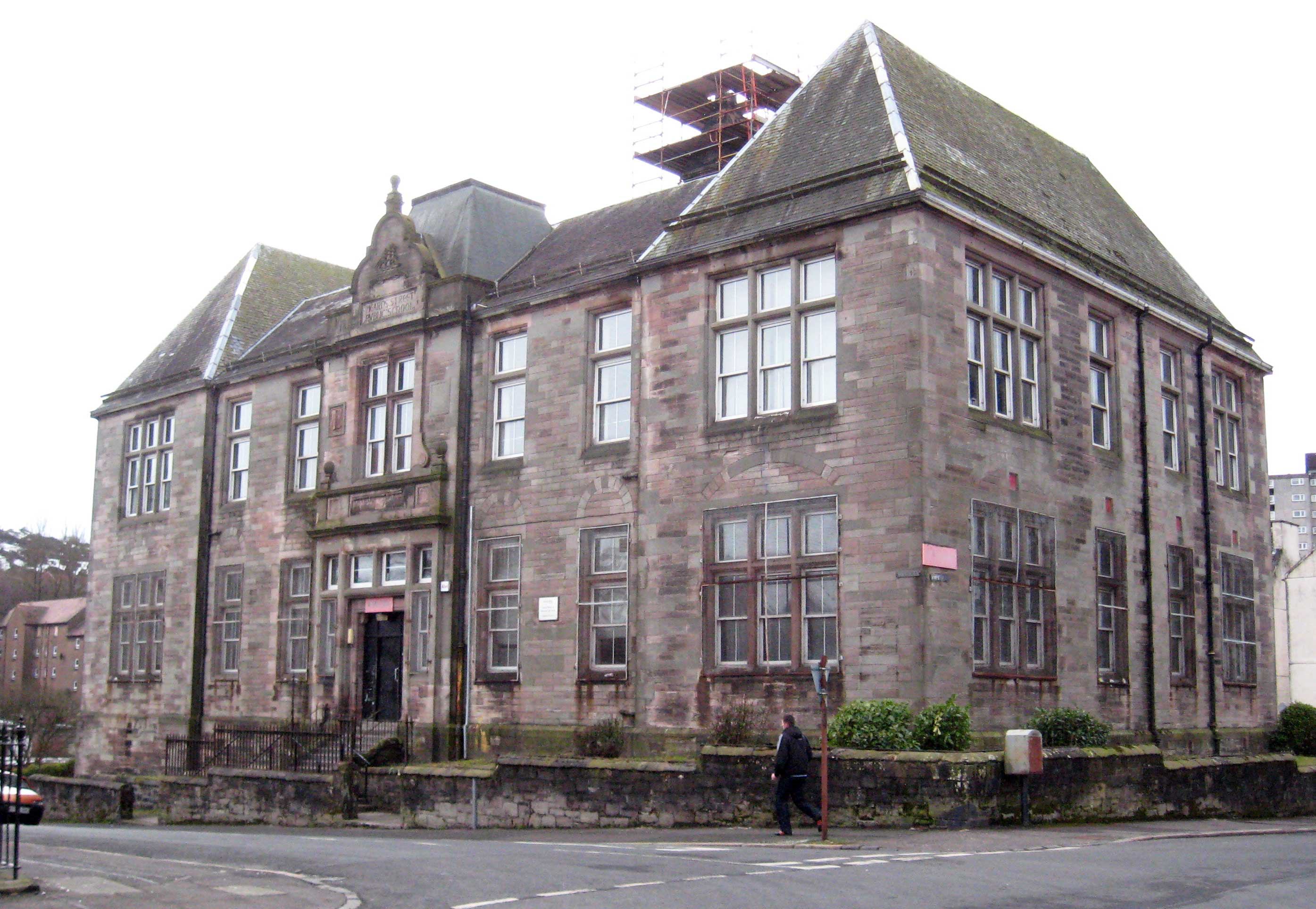
Elemi iskola Greenockban

Az urbanizáció, az iparosodás és az egyházszakadások meggyengítették az egyházközségi iskolák rendszerét. 1830-tól az állam támogatta az iskolaépületek fenntartását, 1846-tól maguknak az iskoláknak a működését is finanszírozta; végül 1872-ben Skócia is áttért az angol rendszerre, miszerint az állam tartotta fenn a tandíjmentes iskolákat, melyeket a helyi iskolaszékek felügyeltek. A közoktatásban való részvétel kötelezővé vált az öt és tizenhárom év közötti korosztály számára.
A 19. század elején a skót egyetemeken nem volt felvételi vizsga, a diákokat 15-16 évesen vették fel, azok választották meg, hogy milyen előadásokra járjanak és akár két év alatt végezhettek tanulmányaikkal. Egy 1858-as és egy 1889-es reformot követően egységesítették a tanrendet és a diplomák kiadásának feltételeit. Bevezették a felvételi vizsgákat, a felvett diákok átlagéletkora 17-18 évre nőtt. A bölcsészettudományok esetében bevezették a 3 és 4 éves képzéseket, a természettudományi szakokon pedig eltörölték a latin és görög nyelv, valamint a filozófia oktatását. A skót egyetemek közül elsőként a St. Andrews-i vett fel nőket hallgatói sorába, eleinte egy külön a számukra bevezetett fokozattal, majd 1892-től valamennyi egyetemen engedélyezték a nők diplomaszerzését is.

### Társadalom

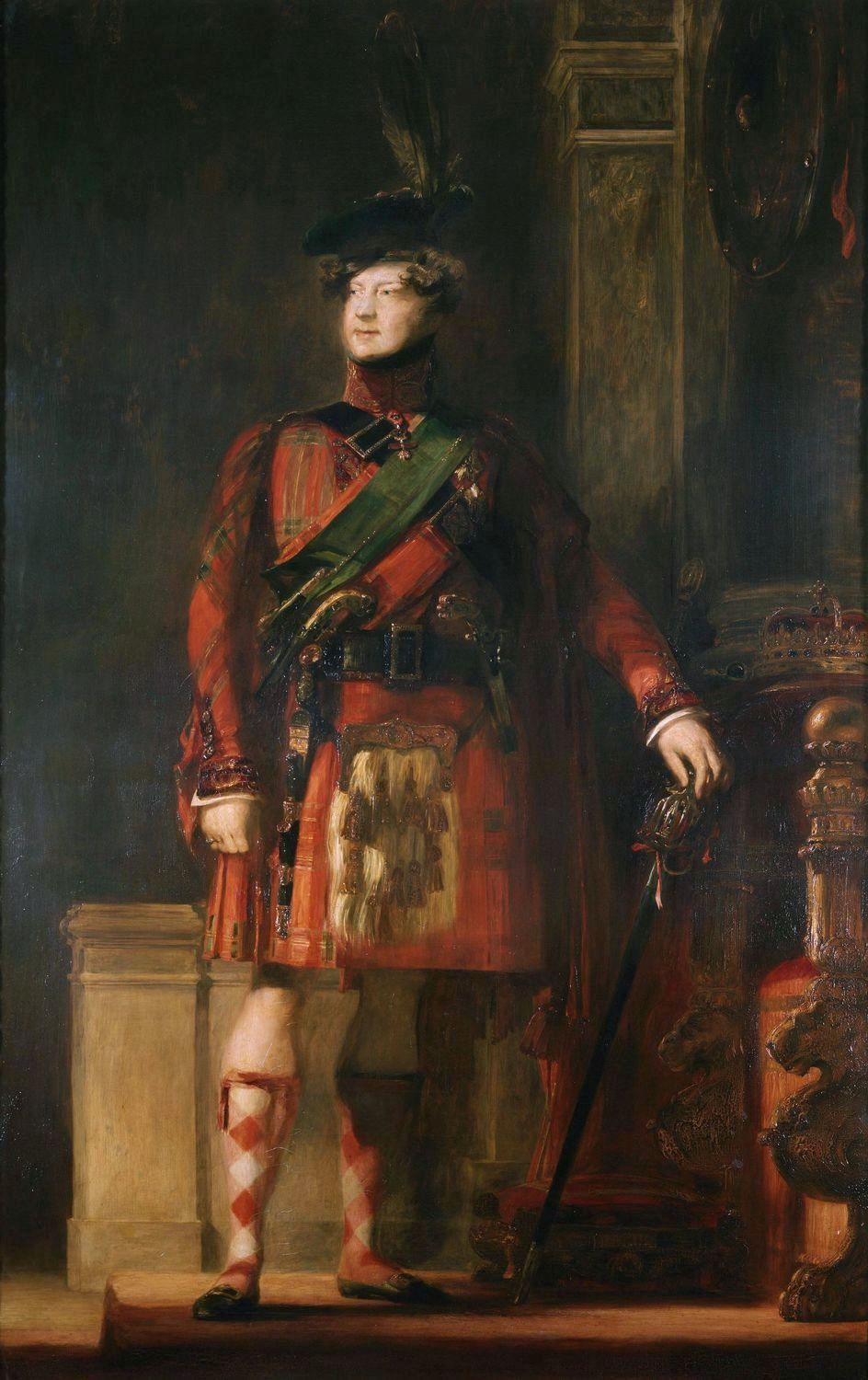
IV. György király skót népviseletben

A 19. században a romanticizmus elterjedésével divatba jött a sokáig elmaradottnak tartott Felföld kultúrája. A brit hadseregben a napóleoni háborúk alatt is a felföldi ezredek egyenruhájához tartozott a skótkockás szövet, amelyet a lakosság addigra már nagyrészt levetett. Az 1820-as években azonban az arisztokrácia ismét hordani kezdte a kockás kiltet (különösen miután IV. György skóciai látogatásán ebben az öltözékben jelent meg); nem csak Skóciában, hanem az Osszián-énekek és a Walter Scott-regények népszerűsége miatt Európa más országaiban is. Ebben az időszakban alakultak ki kockás szövetek ősinek kikiáltott klánmintázatai. Skócia "divatos" voltát elősegítette, hogy Viktória királynő a Balmoral kastélyban állandó királyi rezidenciát létesített.

#### A skót vidék
A burgonyavész 1846-ban érte el a Felföldet, ahol a szegények közül mintegy 150 ezren jutottak az éhhalál szélére, ugyanis étrendjük szinte kizárólag burgonyából állt (mellette egy kevés heringgel, zabkásával és tejjel). Megmentésükre hatékony segélyrendszert szerveztek (szemben az ír helyzettel, ahol tömegesen haltak éhen a szegények); emellett a földesurak és a kormányzati szervek mintegy 16 ezer rászorulót vándoroltattak ki, főleg Kanadába és Ausztráliába.

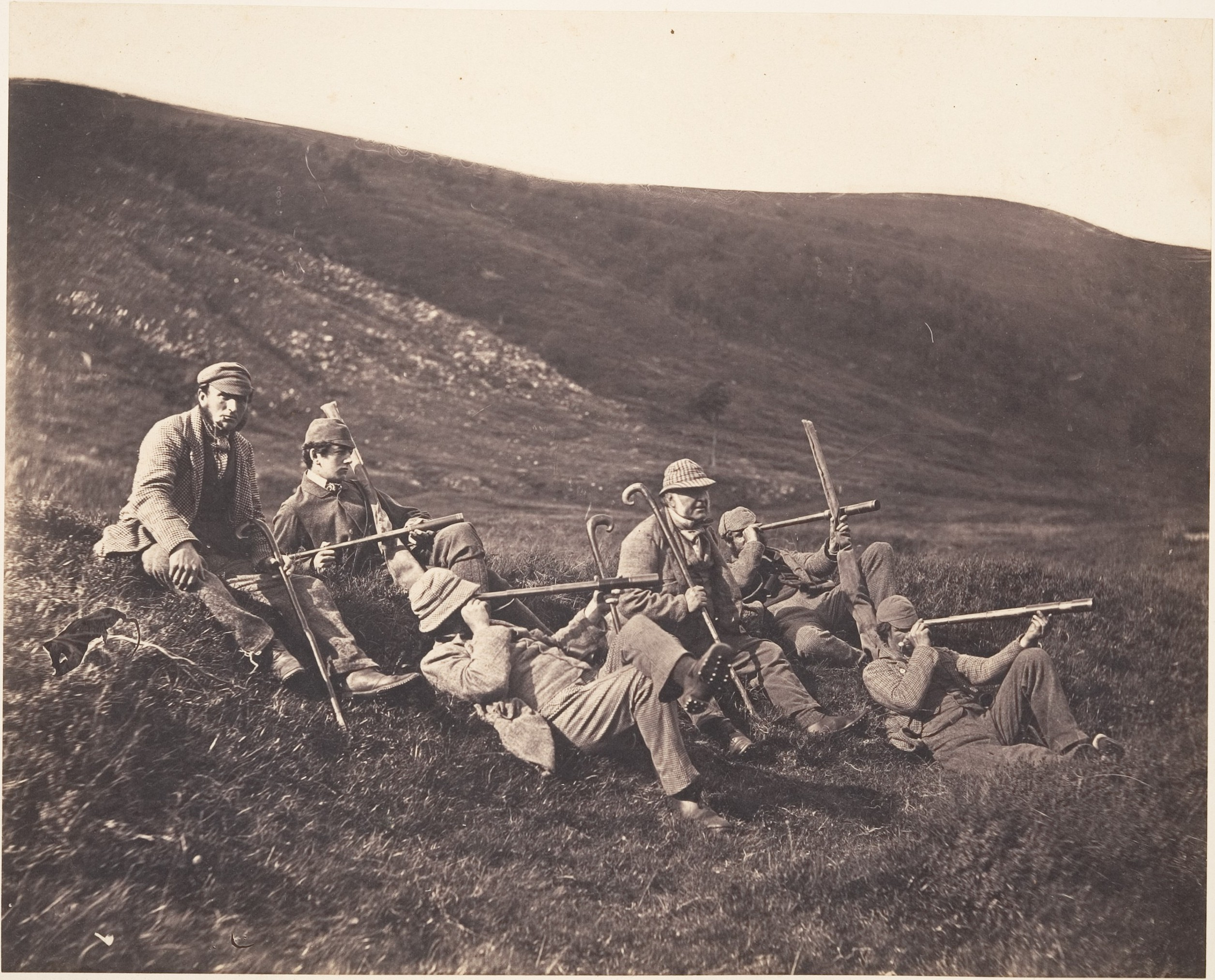
Szarvasvadászok a Felföldön

A mesterséges hűtés feltalálásával nagy mennyisiégű import hús árasztotta el Nagy-Britannia piacait. Az 1870-es években a birkahús és a gyapjú ára lezuhant, a földbirtokok jövedelmezősége töredékére esett, a korábbi mezőgazdasági modell válságba jutott. A skót vidék – különösen a Felföld – megindult a "balmoralizáció" (utalással a Balmoral királyi kastélyára) útján: hatalmas földbirtokok jöttek létrte, ahol nem a földet művelték vagy legeltettek, hanem gazdag briteket és külföldieket vadásztattak fajdra vagy szarvasra. A 19. század végére 118 ember birtokolta Skócia felét és az ország területének több mint 60%-át tették ki a vadászterületek. A 20. században a vadászat hátrább szorult a gazdagok kedvteléseinek rangsorában, de a szarvas- és fajdvadászat ma is számos magánbirtok fő jövedelemforrása maradt.

#### Emigráció

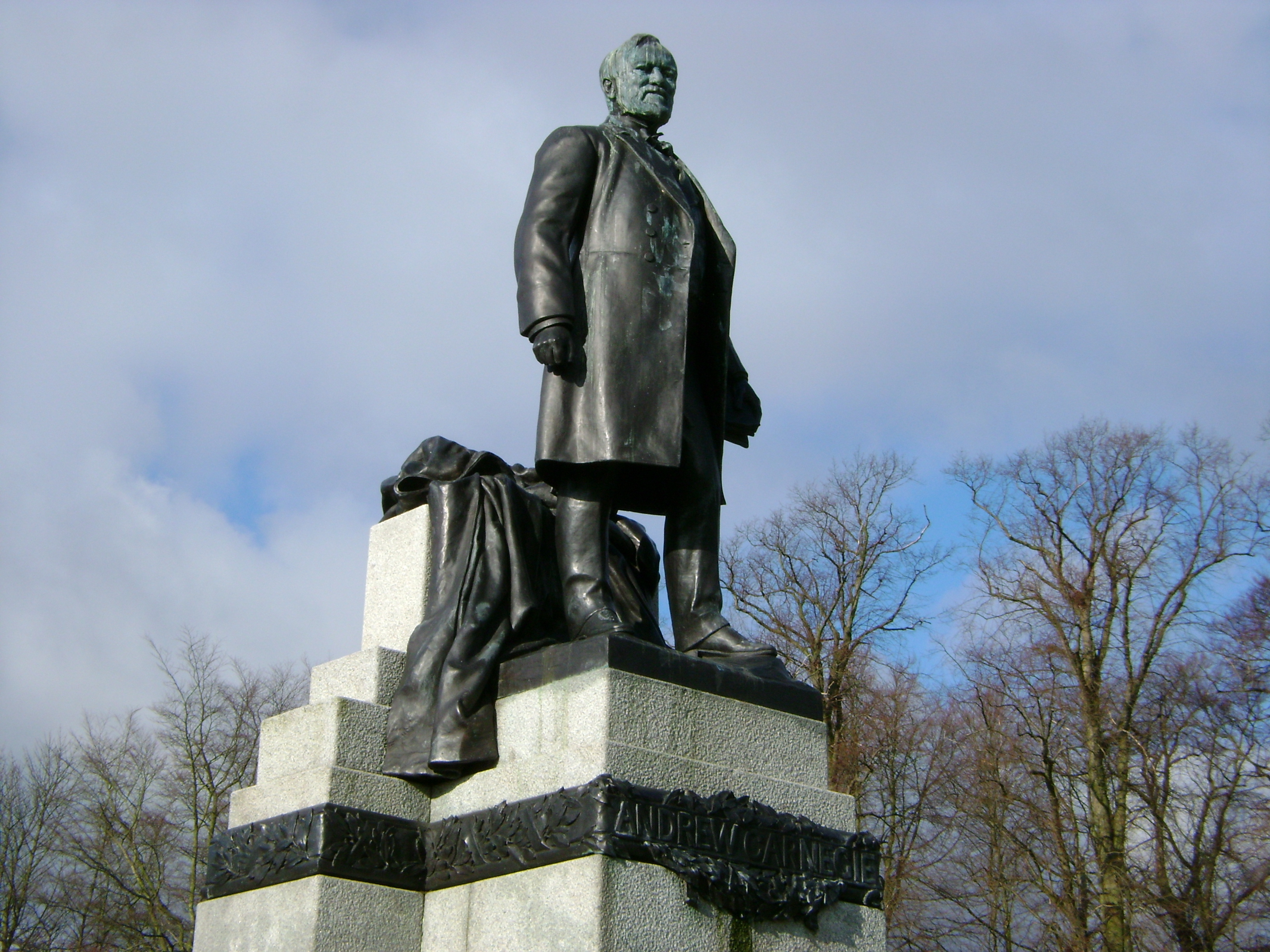
Andrew Carnegie szobra szülővárosában, Dunfermline-ben

A skót lakosság a 19. században gyors ütemben gyarapodott: 1801-ben 1 608 000, 1851-ben 2 889 000, 1901-ben pedig 4 472 000 skóciai lakost számláltak össze. Számukra még a fejlődő ipar sem volt képes munkát biztosítani, így 1841–1931 között kb. 2 millió skót emigrált Észak-Amerikába és Ausztráliába,  további 750 ezer pedig Angliába költözött. Skócia jóval nagyobb arányban veszített lakosságából, mint Anglia vagy Wales; becslések szerint a természetes gyarapodás 30%-a távozott az országból. Az emigrációnak társadalmi hatásai is mutatkoztak; szinte minden család elveszített valakit és mivel a kivándorlásra főleg fiatal férfiak vállalkoztak, arányuk lecsökkent az országban.
Első generációs skót bevándorló volt az Egyesült Államokban az alapító atyák közé tartozó John Witherspoon, a függetlenedő USA flottaparancsnoka, John Paul Jones, az iparmágnás és filantróp Andrew Carnegie vagy a feltaláló Alexander Graham Bell. Kanadában többek között James Murray quebeci kormányzó, John A. Macdonald miniszterelnök és Tommy Douglas nagyhatású szocialista politikus volt skóciai születésű. Ausztráliában Lachlan Macquarie kormányzó, Thomas Brisbane csillagász és kormányzó, valamint Andrew Fisher miniszterelnök született skót földön.

## 20. század

### Politikai változások

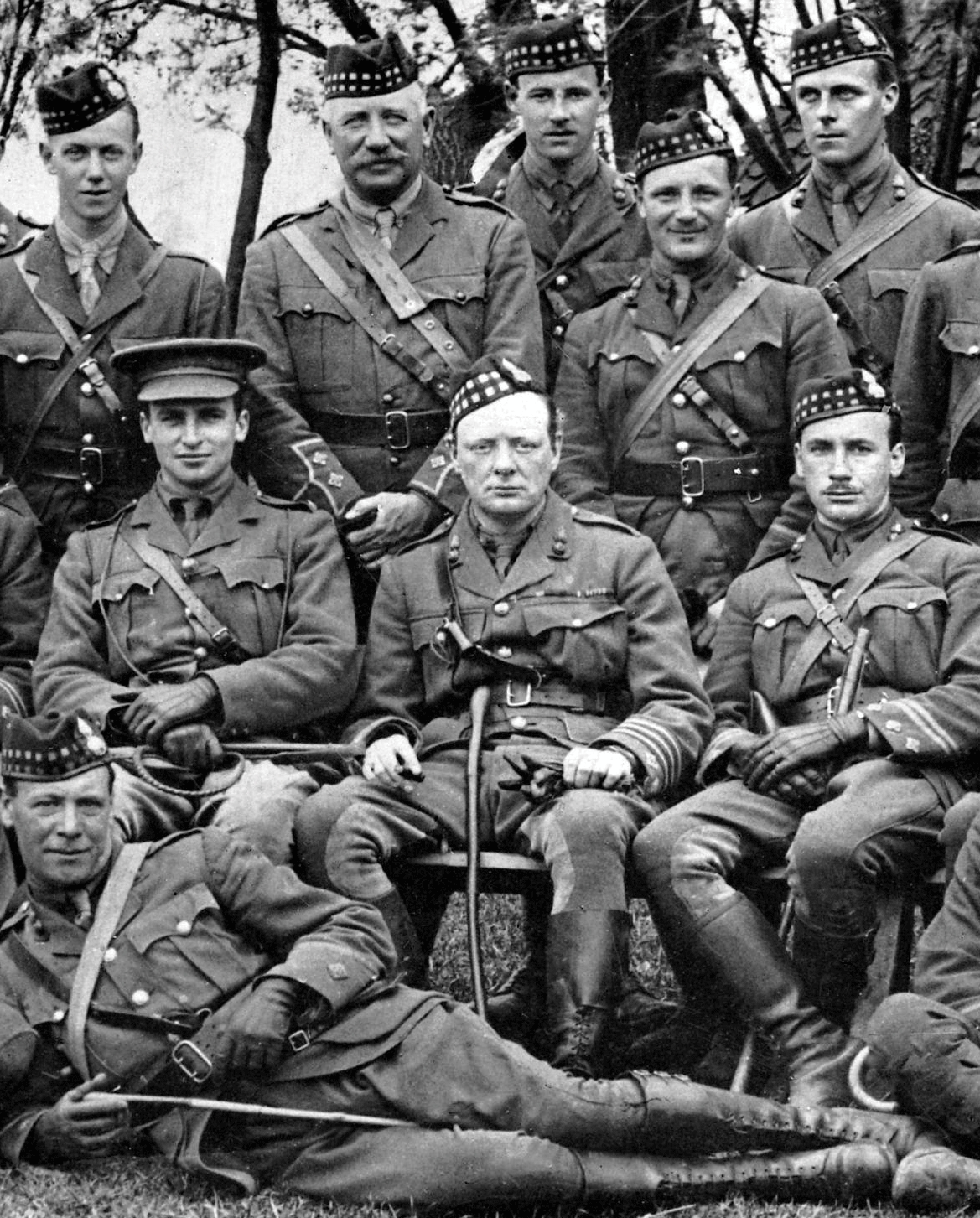
Winston Churchill a Királyi Skót Lövészezred katonáival a nyugati fronton (1916)

A búr háborúk nacionalista lázában tartott 1900-as választásokon a liberálisok elvesztették addigi dominanciájukat a parlamentben és a konzervatív-liberális unionista koalíció szerzett többséget; a következő választást azonban ismét a liberálisok nyerték. Az unionisták és konzervatívok 1912-ben Unionista Párt néven egyesültek. 1906-ban a skót szocialista szerveződések, többek között a Független Munkáspárt csatlakoztak angol társaikhoz, létrehozva a Brit Munkáspártot, melynek vezetésével Keir Hardiet bízták meg.

### Az első világháború
Skócia jelentősen hozzájárult a brit háborús erőfeszítésekhez; főleg katonákat, hajókat, gépeket, élelmiszert (elsősorban halat) szállított és finanszírozta is a háborút. Az ipart háborús üzemmódra állították át, például egyedül a clydebanki Singer varrógépgyár 303 millió tüzérségi lövedéket, 361 ezer patkót, valamint repülőgépalkatrészeket, puskaalkatrészeket, gránátokat állított elő. A háború végére munkásainak 70%-a nő volt.
A 4,8 millió fős Skócia 690 ezer katonát küldött a frontokra, amelyek közül 74 ezren meghaltak, 150 ezren pedig súlyosan megsebesültek. A városi szegények és az állástalanok szívesebben vállalták a szolgálatot; lakosságához mérten a legtöbb katonát adó városokhoz tartozott pl. Dundee, ahol a jutaipar főleg nőket alkalmazott és a férfiak körében magas volt a munkanélküliség. A kormány életjáradékot biztosított a háborúban elesettek vagy megnyomorodottak családtagjainak, hogy növelje az önkéntesek számát; ez azonban kevésnek bizonyult és 1916 januárjában bevezették a sorozást. Bár a skótok csak 10%-át tették ki a brit lakosságnak, a fegyveres erőknél már 15%-kal szerepeltek, a háborús veszteségből pedig 20%-kal vették ki a részüket. Egyes összecsapásoknál, pld. Loosnál, ahol három skót hadosztály volt jelen, különösen nagy veszteségeket szenvedtek. A Hebridákhoz tartozó, gyéren lakott Lewis and Harris szigete lakosságarányosan a legtöbb lakosát elvesztő területek közé tartozott az egész Brit Birodalomban. Az ipari centrumokban, mint Glasgow-ban egyre erősödött a radikális háborúellenes, szocialista agitáció, amely egy ideig a békekötés után is megmaradt. A háború végén, 1918 novemberében a skóciai Scapa Flow-ban internálták a német Nyílttengeri Flotta zömét , ahol a német legénység 1919 júniusában, a versailles-i békeszerződés megkötése előtt inkább elsüllyesztette valamennyi hajót, minthogy az ellenség kezére kerüljenek.

### Két háború között

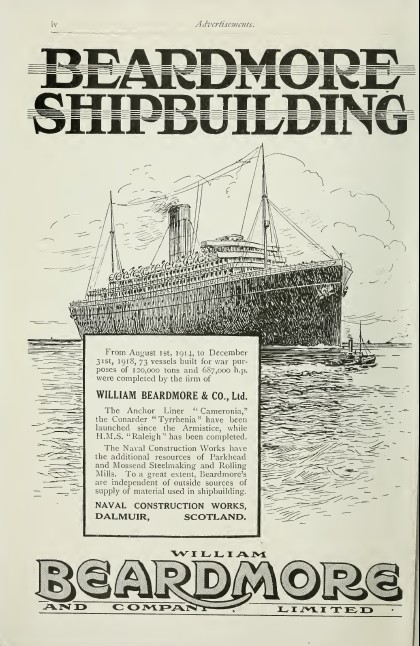
Hajóépítő cég hirdetése (1923)

Az első világháború nagy keresletet teremtett új hajókra, a skót hajóépítő ipar mintegy harmadával megnőtt. A háború végeztével azonban súlyos válság sújtotta az iparágat. Legrosszabb helyzetbe azok a munkások kerültek, akik speciális szakértelmük miatt másutt nem találtak állást. A nehéziparra és bányászatra szakosodott skót ipar a legjobb esetben is csak vegetált. Az egymást követő kormányok nem tudtak mit kezdeni a helyzettel. Az általános reménytelenség hangulatában mind a gyártulajdonosok, mind a politikusok örömmel fogadták a második világháborúban bevezetett központi gazdaságirányítást.
Egyes iparágak jól gyarapodtak, mint pl. a vegyipar vagy a whiskygyártás; ekkor vált a skót whisky világmárkává. Összességében azonban a skót ipar stagnált, a munkanélküliség nőtt és a munkások fogékonyabbakká váltak a szélsőséges politikai eszmék iránt.
Míg Angliában és Walesben az első világháború után nagyjából lezárult a tömeges kivándorlás kora, 1921-1931 között még mindig mintegy 400 ezren hagyták el Skóciát. A gazdasági nehézségek mellett az emigrálás irányában hatott a kalandvágy, a jobb munkalehetőségek és a kulturális hasonlóság az Egyesült Államokban, Kanadában vagy Ausztráliában. A költözést a kormány is támogatta. A nagy gazdasági világválság a célországokban is erősen lecsökkentette a munkalehetőségeket és a kivándorlók száma évi 50 ezer alá csökkent.

#### Politikai változások
Az első világháború után a Liberális Párt elkezdett szétesni és a munkásosztály, valamint városi lakosság körében egyre népszerűbb Munkáspárt vált a progresszív politika képviselőjévé. Ennek ellenhatásaként a középosztály inkább az unionistákra szavazott, mert féltek egy esetleges bolsevik forradalomtól. Ez a választási preferencia egészen a 20. század végégig megmaradt. A baloldaltól való félelmet tovább erősítették a radikális szakszervezeti vezetők erőszakos akciói. A háború után a radikális szocialista John Maclean vezette mozgalom letörésére a kormány tankokat és csapatokat vezényelt Glasgow-ba. Míg a város korábban a Liberális Párt fészkének számított, 1922-re – főleg az ír katolikus munkásságnak köszönhetően – a Munkáspárt vált dominánssá. A "Vörös Clydeside" politikusai azonban inkább a párton belül voltak aktívak, a londoni parlamentre kevés befolyásuk volt. A súlyos munkanélküliséggel küzdő munkások politikai aktivitása az 1920-as évek végére lecsökkent, lelkesedésüket a passzív reménytelenség érzete váltotta fel.
1922-23-ban a skót felmenőkkel rendelkező és Skóciában tanult Bonar Law vezette az ország konzervatív kormányát; 1924-ben (és 1929-1935 között) pedig egy másik skót, Ramsay MacDonald alakíthatott először munkáspárti kormányt.
Az 1920-as években jelentek meg a Skócia függetlenségéért küzdő pártok: a Skóciai Nemzeti Párt 1928-ban és a Skót Párt 1930-ban. 1934-ben Skót Nemzeti Párt néven egyesültek, de a nagy pártok mellett kevés esélyük volt bejutni a parlamentbe.

#### Irodalmi reneszánsz

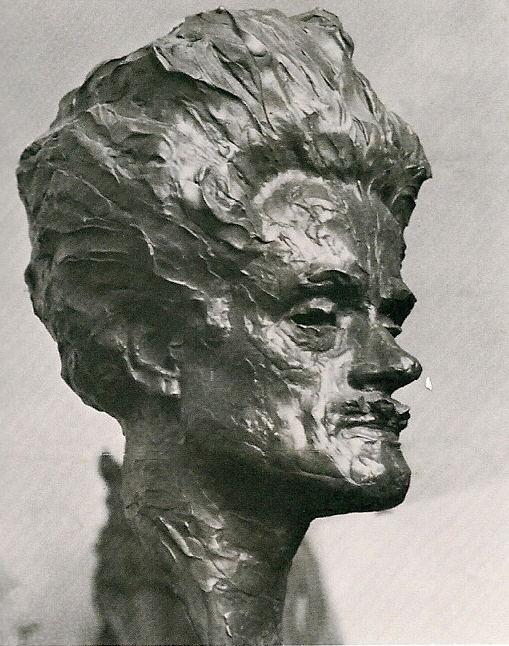
Hugh MacDiarmid szobra

A 20. század elején a modernizmus és a feléledő nacionalizmus hatására ismét fellendült a skót irodalom (ez az ún "skót reneszánsz" időszaka). A mozgalom vezéralakja Hugh MacDiarmid költő volt, aki verseiben, publicisztikáiban igyekezett feléleszteni a skót (nem gael) nyelvet és a különböző dialektusokból létrehozott egy kombinált, szintetikus változatot. A kor más irodalmi alakjait – mint Edwin Muir és William Soutar költőt, Neil Gunn, George Blake, Nan Shepherd, A. J. Cronin, Naomi Mitchison, Eric Linklater, Lewis Grassic Gibbon írókat és James Bridie színműírót – is ebbe a mozgalomba szokták besorolni. Valamennyien egy 1887-1901 közötti időszakban születtek, bár nehéz lenne őket egyazon iskolába bekategorizálni. Közös jellemzőjük hogy elutasítják a nosztalgiázást és a provincializmust, bátran nyúlnak a társadalmi és politikai témákhoz.

### Második világháború

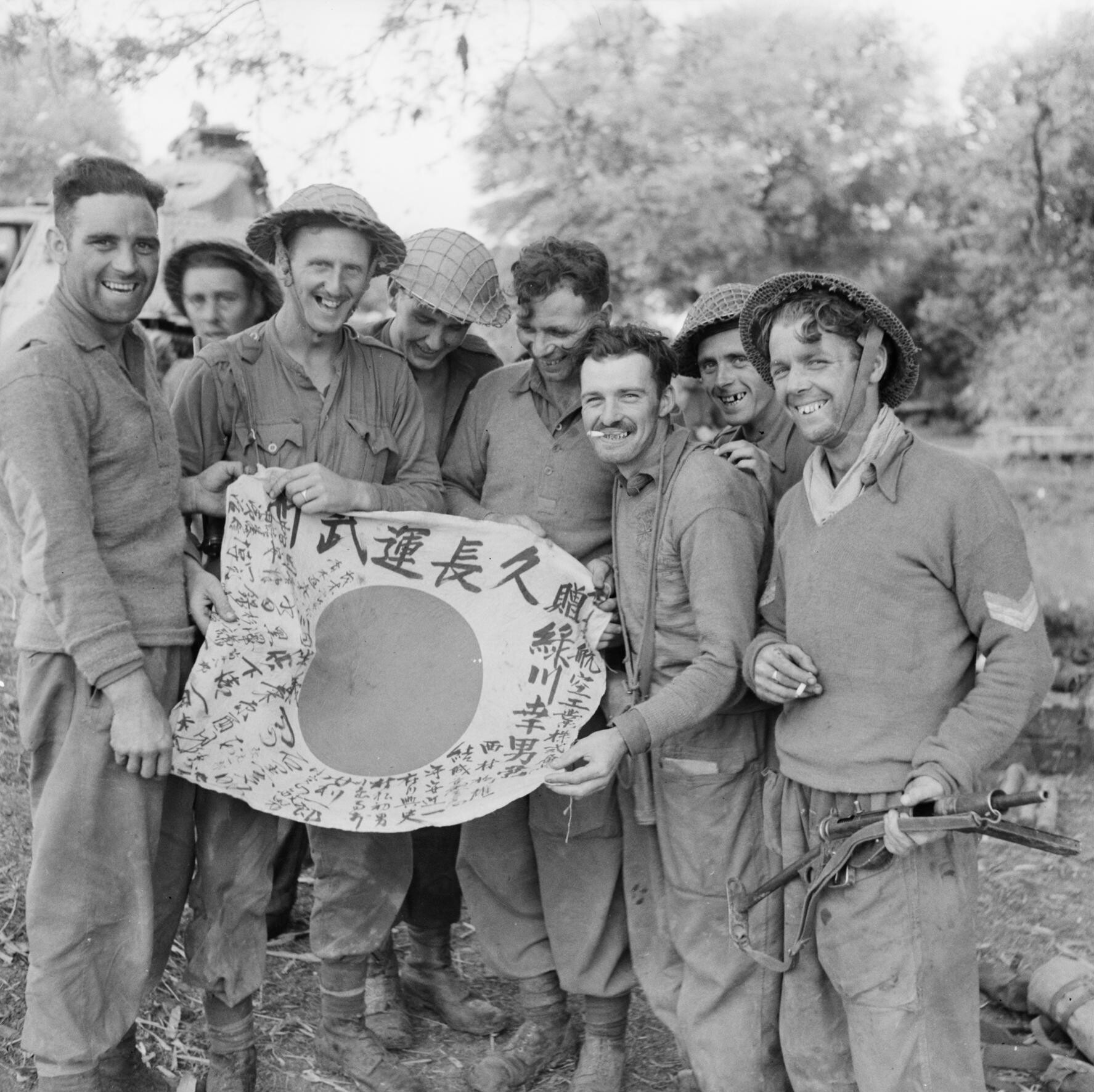
A Királyi Skót Gyalogezred katonái egy zsákmányolt japán zászlóval (Burma, 1945 január)

Akárcsak az első világháborúban az Orkney-beli Scapa Flow a másodikban is fontos támaszpontja maradt a Brit Haditengerészetnek. Glasgow és a Clydeside hajógyárai és nehézipari üzemei kulcsfontosságúaknak bizonyultak a háborúban; ennek megfelelően a német Luftwaffe rendszeresen bombázta a várost és környékét. Az északnyugati kikötők az Atlanti-óceánon át érkező amerikai szállítmányok fogadásával járultak hozzá a háborús erőfeszítésekhez. A Shetland-szigetekről kis halászhajók és gyorsnaszádok tartották fenn a kapcsolatot a németek által megszállt Norvégiával, ahonnan sokaknak ezzel az ún. "shetlandi busszal" sikerült elhagyniuk a megszállt országot. Skót volt Robert Watson-Watt, a radar feltalálója és Hugh Dowding, a légierő vadászpilótáinak parancsnoka; mindketten hozzájárultak a német légierő támadásainak visszaveréséhez.
Winston Churchill miniszterelnök a munkáspárti Tom Johnstont nevezte ki skót miniszternek, ő felügyelte az országrész ügyeit egészen a háború végéig. Számos kezdeményezéssel igyekezett a munkáltatókat Skóciába csábítani és 32 új bizottságot állított fel a gazdasági és szociális problémák orvoslására, a fiatalkori bűnözés visszaszorításától a juhtenyésztés szabályozásáig. Megreformálta az egészségügyi ellátást (többek között új kórházak építésével amikre a várható német légitámadások sebesültjeinek ellátásához ítélt szükségesnek) és számos vízierőművet építtetett a Felföldön. Sikerült meggyőznie Churchillt, hogy a nacionalisták követeléseinek elébe menve átengedjen bizonyos döntési jogköröket az általa létrehozott Skót Államtanácsnak.
A német bombázások ellenére a háború állami megrendelései kimozdították a holtpontról a skót nehézipart és a munkanélküliség is drámaian visszaesett, gyakorlatilag eltűnt. Leginkább a hajógyárak profitáltak a világégésből, de a kisebb üzemek is szállítottak gépeket, alkatrészeket a brit hadseregnek, flottának és légierőnek. A mezőgazdaság sem tudott elegendő élelmiszert termelni; az általános prosperitásból csak a kimerülőfélben lévő szénbányák nem részesültek. A reáljövedelmek mintegy 25%-kal nőttek. Bár az élelmiszert jegyre adták, ez a rendszer az élelem egyenlőbb elosztásához vezetett és a szegények is elegendő egészséges táplálékhoz juthattak. A 13 éves gyerekek átlagmagassága hamarosan 5 cm-rel megnőtt.

### A hidegháborúban és azután

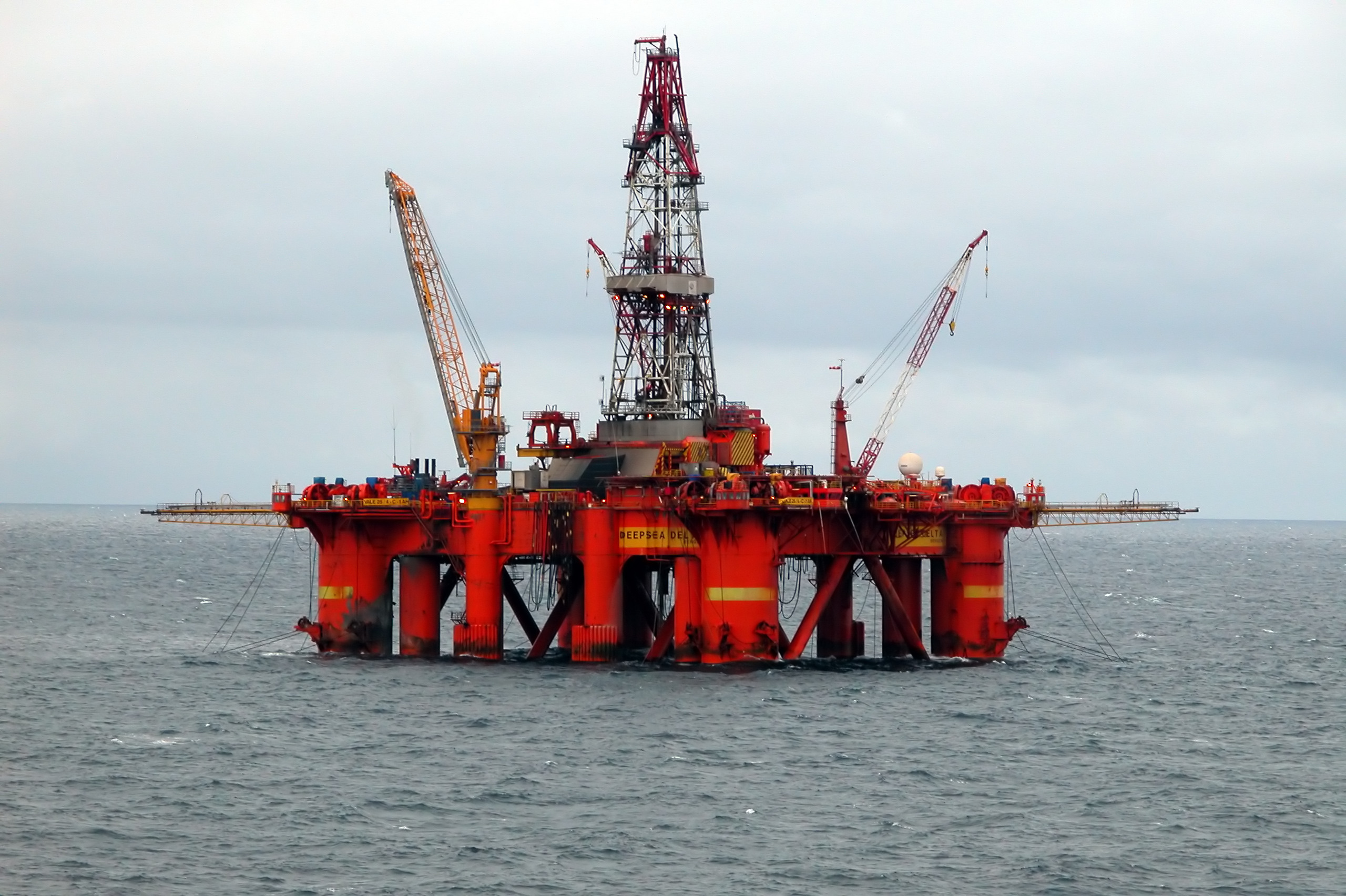
Olajfúró torony az Északi-tengeren

A második világháborút követően Skócia gazdasági helyzete a külföldi import, a rossz hatékonyságú ipar és a vitás helyzetek miatt folyamatosan romlott. A fordulópont az 1970-es években következett be, részben az északi-tengeri olajlelőhelyek kiaknázása, valamint a gazdaság szolgáltatások felé fordulása miatt. A Skót Nemzeti Párt népszerűbbé vált és népszavazásokat kezdeményezett az önkormányzatiságról, sőt a függetlenségről. Az 1979-es önkormányzati népszavazás sikertelen volt. 2014-ben Skócia függetlenné válásáról írtak ki népszavazást; 84%-os részvétel mellett a szavazást 55%-kal az Egyesült Királyságban maradni kívánók nyerték.

#### Politika

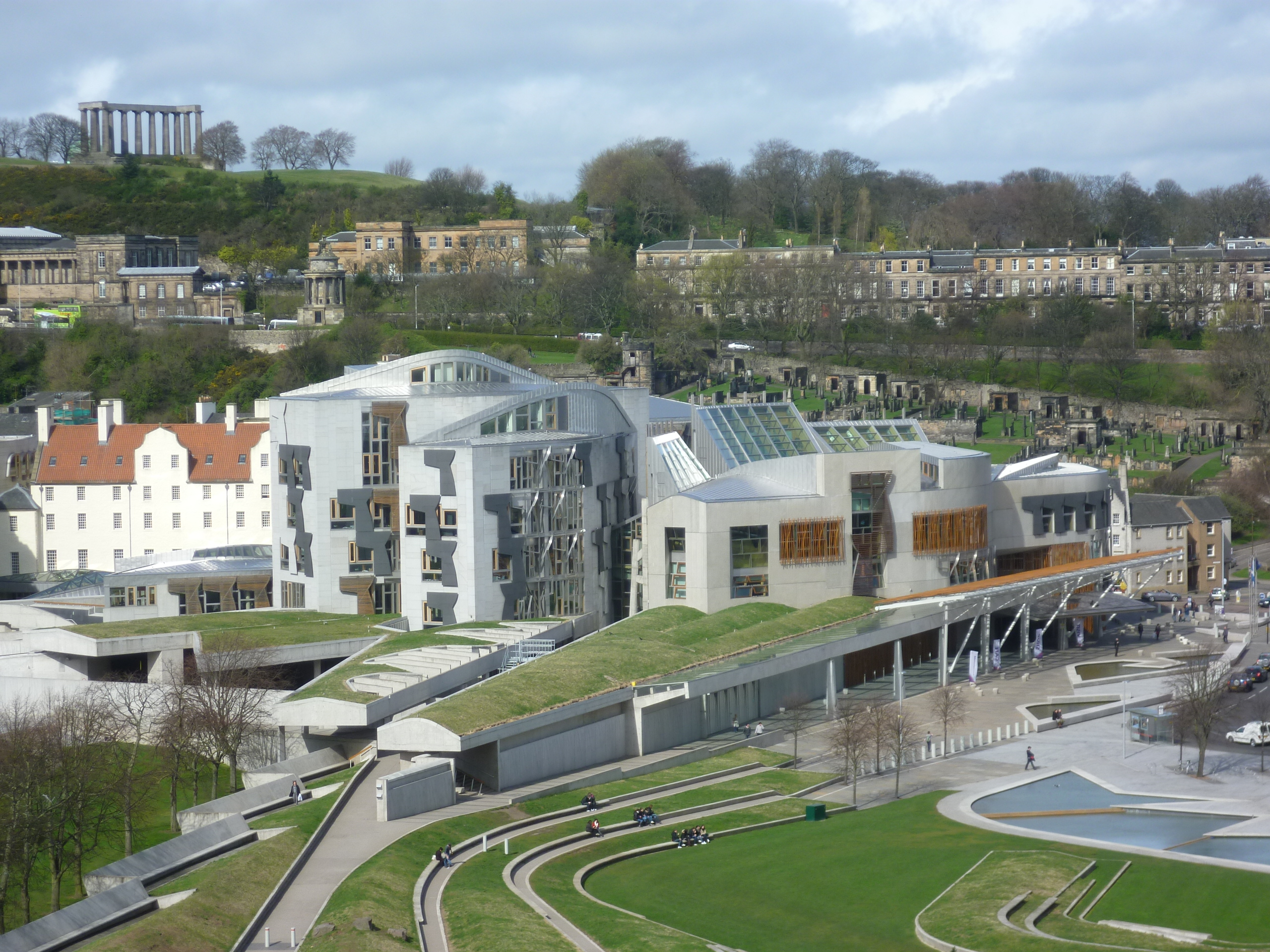
A skót parlament épülete 2004-ben készült el

A 20. század második felében a londoni parlament skóciai helyeinek többségét rendszerint a Munkáspárt vitte el, bár az 1950-es években egy rövid időre az unionisták kerekedtek felül. Skócia létfontosságúnak bizonyult a Munkáspárt számára, mert nélküle csak két 20. századi választást tudott volna megnyerni (1945-ben és 1966-ban). 1959 után a megválasztott unionista (1965-tól konzervatív) képviselők száma folyamatosan csökkent, 1997-ben pedig elérte a nullát. A miniszterelnökök közül skót származású volt a konzervatív Harold Macmillan (1957-1963) és Alec Douglas-Home (1963-1964).
A Skót Nemzeti Pártnak 1945-ben sikerült először képviselőt küldenie Londonba, az 1970-es évekre pedig komoly politikai tényezővé nőtte ki magát: 1974-ben már 11 képviselővel rendelkezett. 1979-ben elérték, hogy népszavazást tartsanak a skót önkormányzatiságról, de ez érvénytelennek bizonyult, mert a részvétel nem érte el a 40%-ot (bár a szavazók kis többséggel támogatták a javaslatot). A párt népszerűsége az 1980-as években visszaesett. A két, skót kapcsolatokkal rendelkező politikus (mind Tony Blair, mind Gordon Brown Skóciában nőtt fel) által vezetett Új Munkáspárt 1997-es győzelme ismét megnyitotta a lehetőséget a változás előtt. Egy népszavazást követően 1999-ben megalakulhatott a skót parlament és kormány, amelyet 2007-ig a Munkáspárt és a liberális demokraták koalíciója alkotott, Donald Dewar vezetésével. 2004-ben elkészült Edinbourgh-ban a Parlament épülete. A vegyes (listás és egyéni) képviseleti rendszer kedvezett a kisebb pártoknak, mint a Skót Nemzeti Pártnak, amely 2007-ben kisebb koalíciós partnerként bekerült a kormányba, 2011-ben pedig megnyerte a választást. 2014-ben népszavazást kezdeményeztek Skócia függetlenné válásáról, de a szavazók többsége az Egyesült Királyságban való maradást választotta. A 2015-ös országos választáson az SNP 56 képviselői helyet nyert el az 59-ből, amivel a harmadik legnagyobb erővé vált a brit parlamentben.

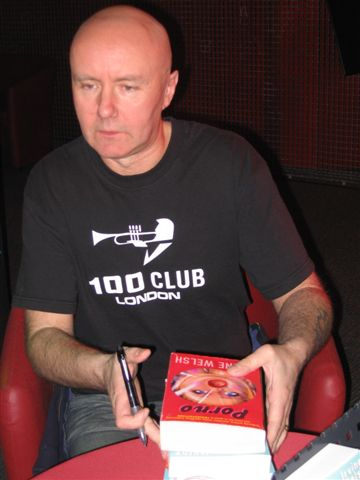
Irvine Welsh, a Trainspotting írója

#### Gazdasági irányváltás

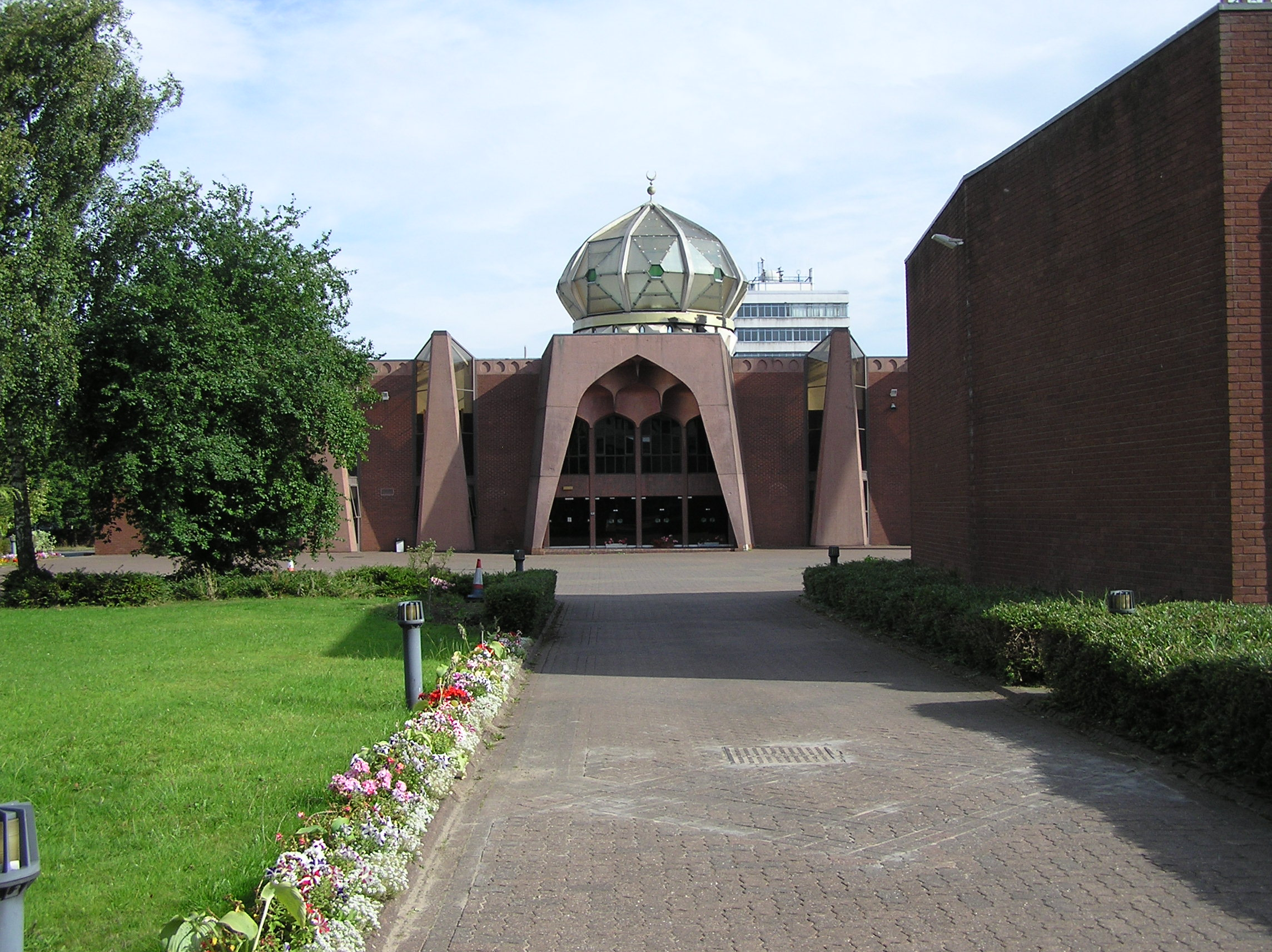
A glasgow-i központi mecset, Skócia legnagyobb mecsete

1970-ben felfedezték az Északi-tengeren az óriási Forties-olajmezőt, majd valamivel később a Brent-mezőt is. A kitermelés 1975-ben kezdődött el és Skócia egy csapásra a világ nagy kőolaj- és földgáztermelői közé lépett. Az 1970-es és 80-as években leépítették a hagyományos nehézipart, az gyárak jelentős részét bezárták. Helyét egy új, szolgáltatásokon alapuló gazdaság vette át, mint a gyorsan fejlődő pénzügyi szektor. AZ ipar húzóágazatává az "Silicon Glen" övezet elektronikai gyártói váltak.

#### Vallás
A 20. század második felében a legtöbb skóciai egyháztól fokozatosan elpártoltak a hívők, a templomok látogatottsága csökkent. Az 1950-es években felmerült a presbiteriánus, episzkopális és metodista egyházak egyesítése, de ezt végül 2003-ban elutasították. A 2011-es népszámlálás adatai szerint Skócia lakosságának 53,8%-a tartotta magát kereszténynek (2001-ben még 65,1%). A legnagyobb felekezet még mindig a presbiteriánus Skót Egyház, amelyhez a lakosság 32,4% tartozik, míg 15,9%-uk katolikus. Elsősorban a bevándorlás révén megjelent az iszlám (1,4% 2011-ben; főleg délkelet-ázsiai bevándorlók között), a hinduizmus (0,3%), a buddhizmus (0.2%) és a szikhizmus (0.2%). Az olyan világnézeti csoportokat, mint a humanizmus vagy a szekularizmus, a 43,6%-ot kitevő vallás nélküliek közé sorolták a népszámláláson.

## Fordítás
- Ez a szócikk részben vagy egészben  a   History of Scotland című angol Wikipédia-szócikk ezen változatának fordításán alapul.  Az eredeti cikk szerkesztőit annak laptörténete sorolja fel. Ez a jelzés csupán a megfogalmazás eredetét és a szerzői jogokat jelzi, nem szolgál a cikkben szereplő információk forrásmegjelöléseként.